# Domplatz (Magdeburg)

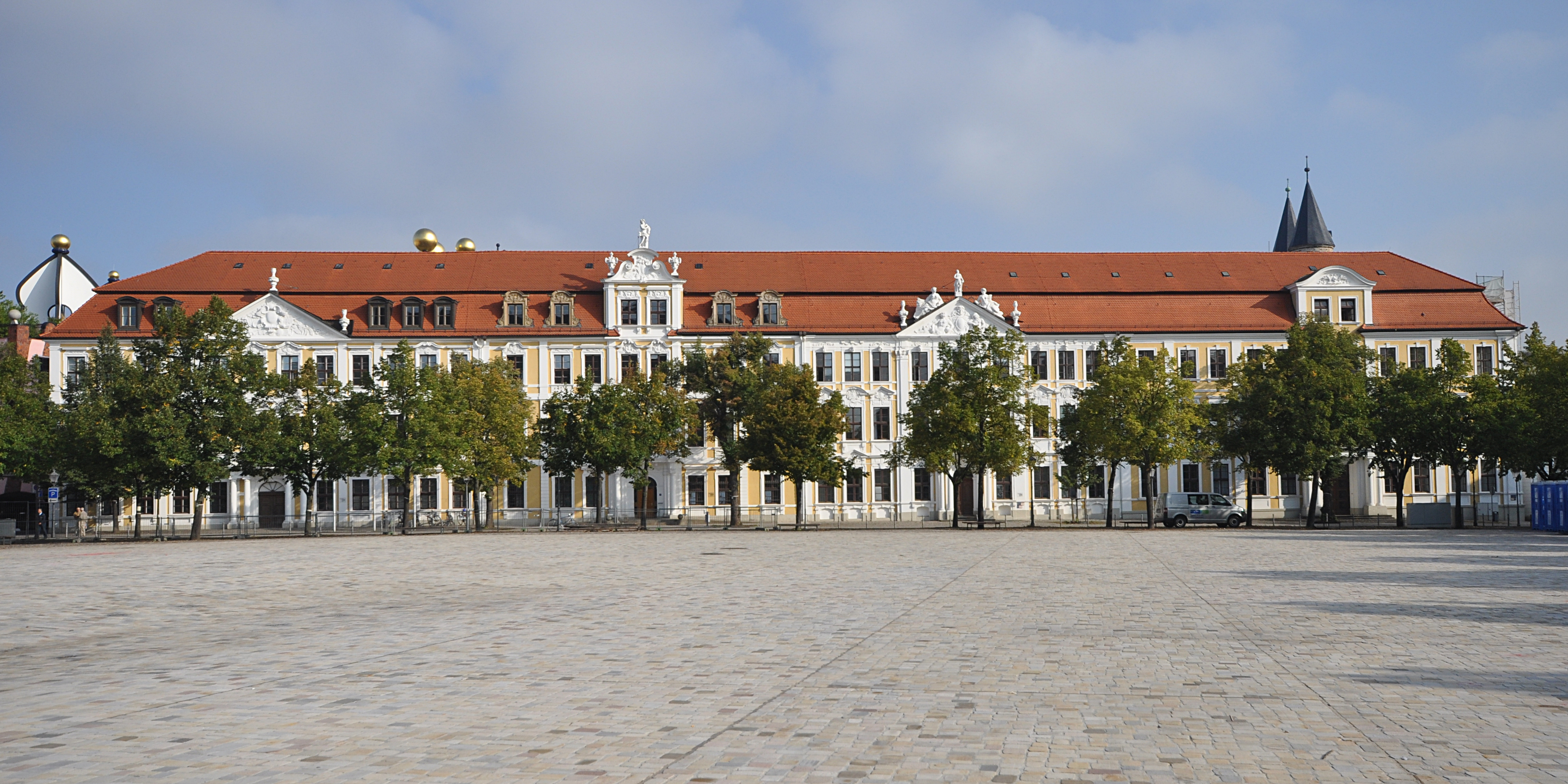
Domplatz, Nordseite, 2013

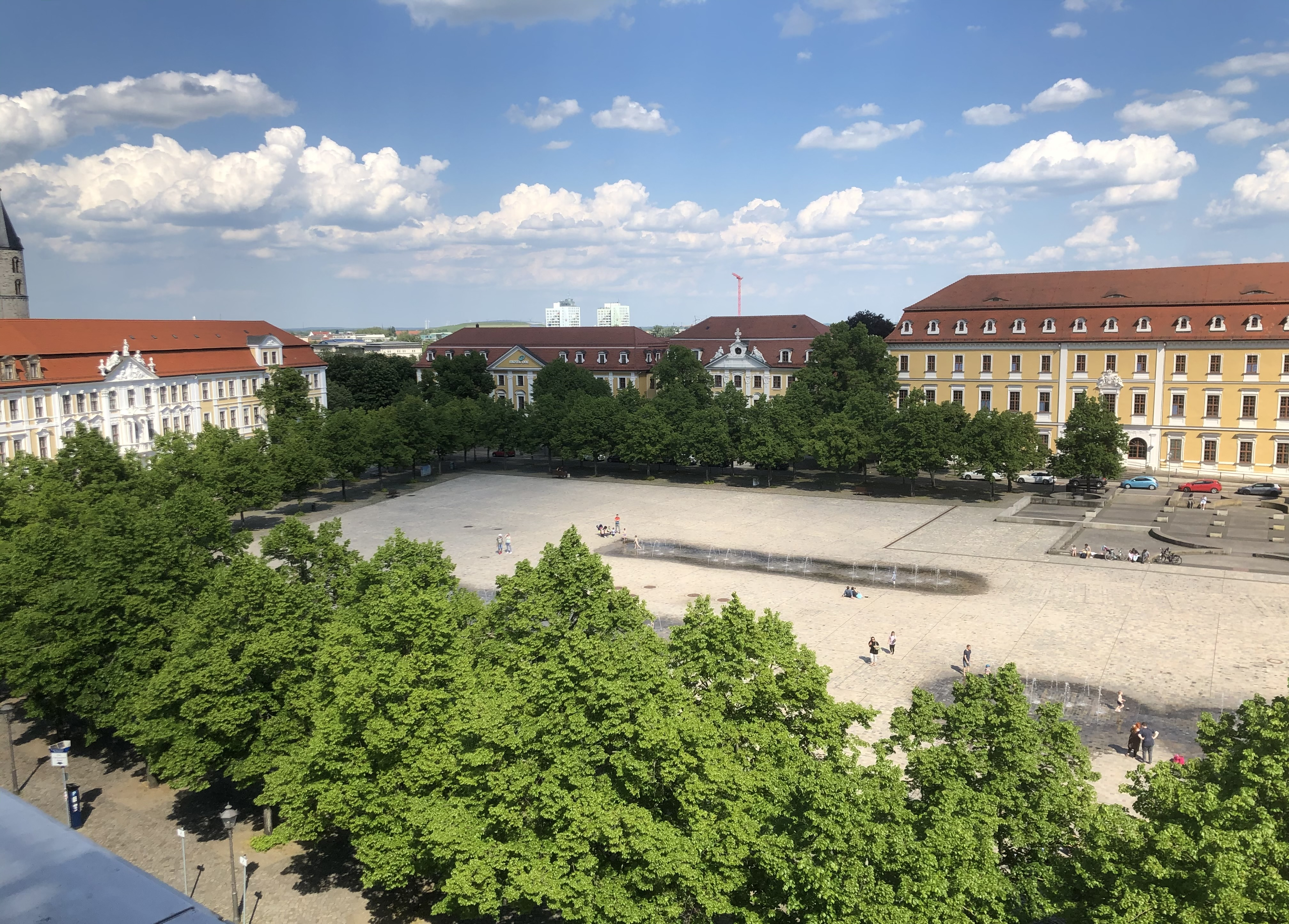
Blick vom Gebäude Domplatz 11a auf die Nord- und Ostseite, 2021

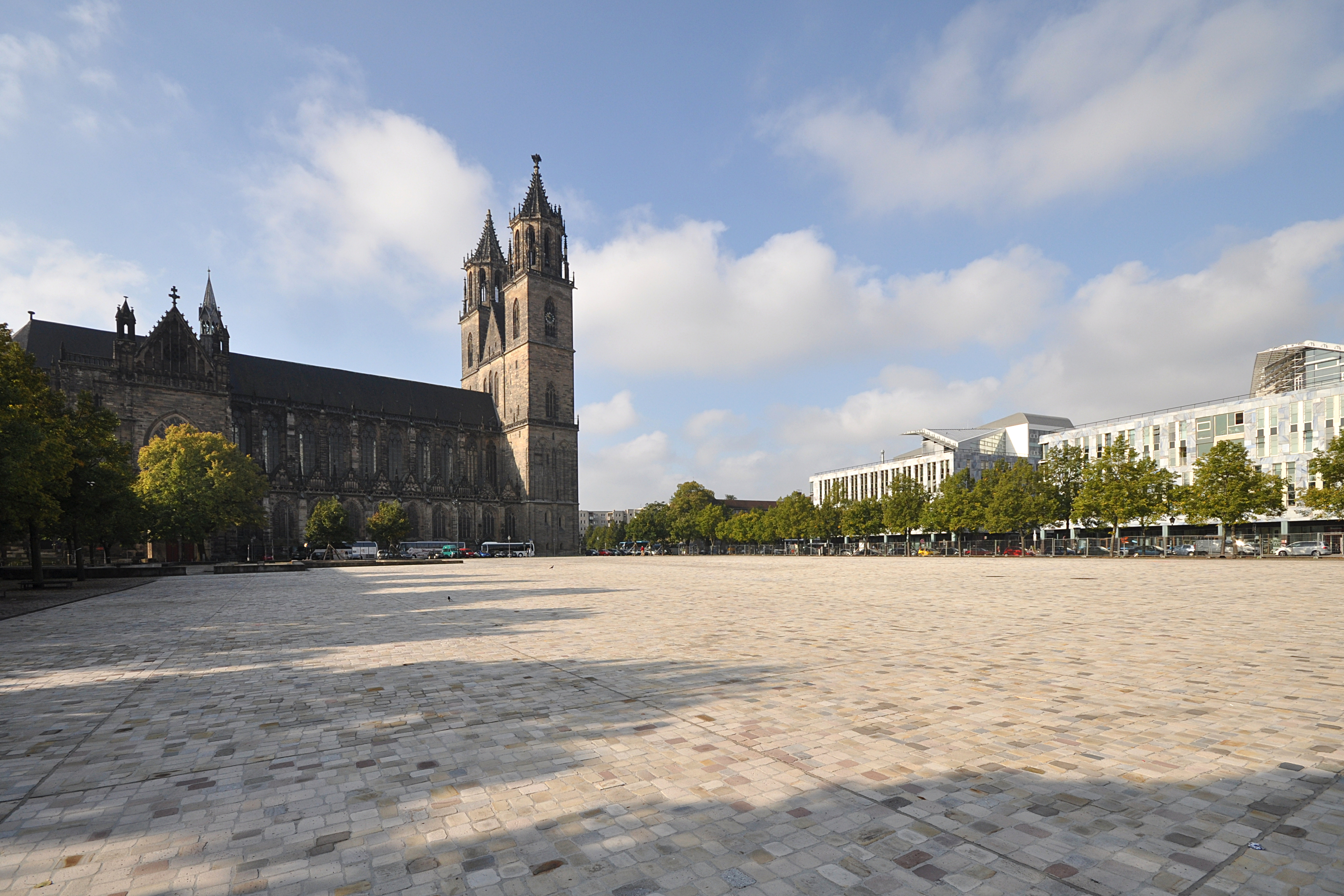
Blick nach Südwesten, 2013

Der Domplatz ist ein denkmalgeschützter Platz in Magdeburg in Sachsen-Anhalt.

## Lage
Der Platz befindet sich in der Magdeburger Altstadt, nördlich des namensgebenden Magdeburger Doms. Auf den Platz münden mehrere Straßen. Von Südosten entgegen dem Uhrzeigersinn handelt es sich um den Remtergang, den Gouvernementsberg, die Regierungsstraße, die Kreuzgangstraße, die Arthur-Ruppin-Straße, die heute unbenannte Breite Straße, die Domstraße und ganz im Süden die Danzstraße und die Straße Am Dom.
Die Hausnummerierung verläuft beginnend mit der Nummer 1a und b von der südöstlichen Ecke aus entgegen dem Uhrzeigersinn nach Norden bis zur Nummer 5. An der Nordseite liegen dann von Osten nach Westen die Nummern 6 bis 9. Auf der Westseite befinden sich von Norden nach Süden die Nummern 10 und 11.

## Gestaltung

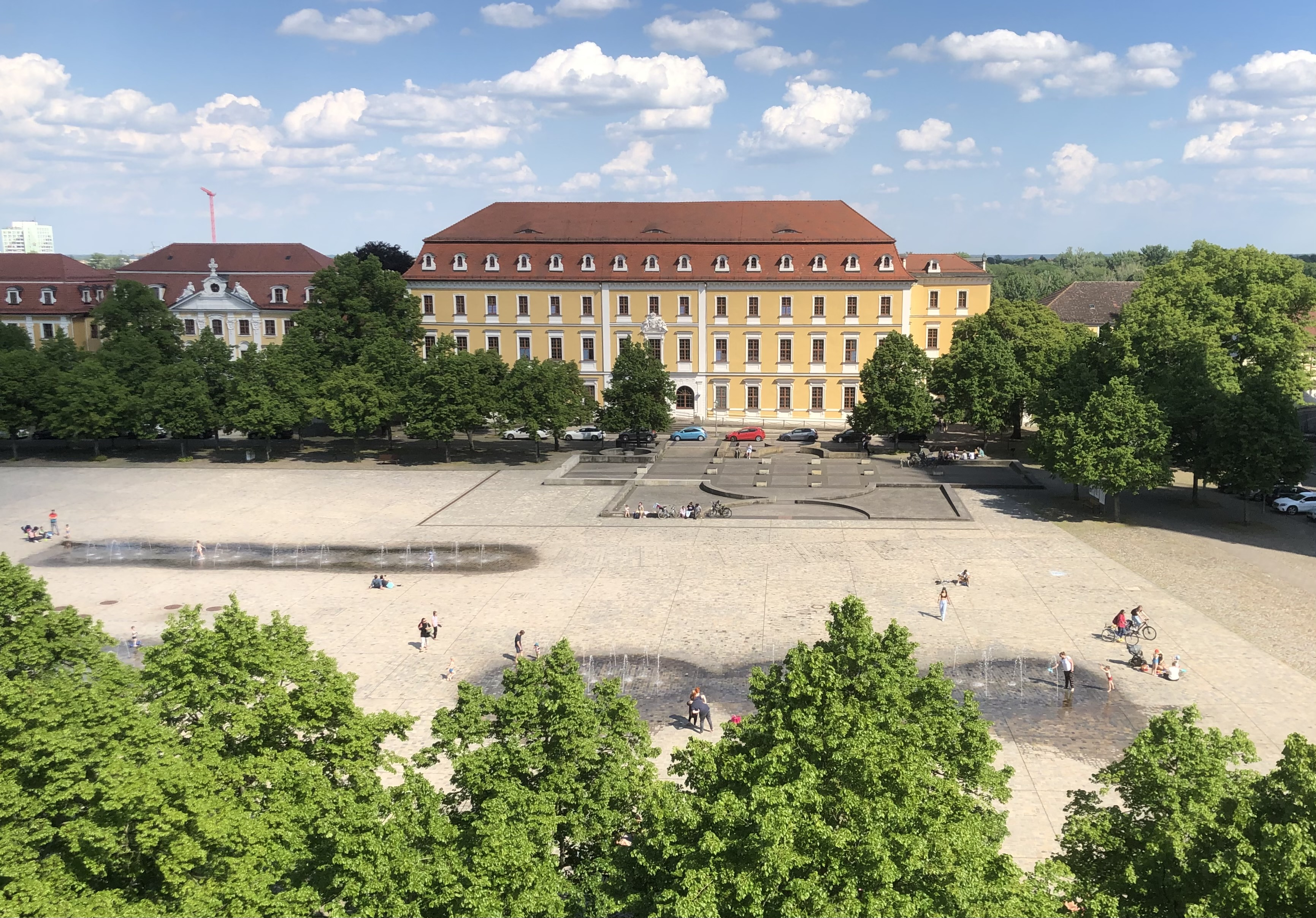
Blick von Westen über den Domplatz, 2021

Der im Verhältnis zu anderen Stadtplätzen sehr große Domplatz wird vom namengebenden Magdeburger Dom dominiert, der die Südseite des Platzes einnimmt. Die Ost- und Nordkante wird von einer weitgehend geschlossen erhaltenen barocken Bebauung geprägt, während sich an der Westseite moderne Bauten befinden. An der Nordwestecke besteht mit der Grünen Zitadelle von Friedensreich Hundertwasser ein in besonderer Weise architektonisch auffallendes Gebäude.
Die Grundfläche des Platzes ist trapezförmig angelegt. In Nord-Süd-Richtung beträgt die maximale Ausdehnung etwa 180 Meter, die West-Ost-Ausdehnung etwa 140 Meter.
Der Platz ist auf Ost-, Nord- und Westseite von einer zweireihigen Baumreihe umgeben. Auf der Südseite ist dies, um die Sicht auf den Dom nicht zu behindern, nur in Teilen der Fall. Zwischen den Baumreihen und der Gebäudeflucht verläuft eine Straße um den Platz.
In der südöstlichen Ecke des Platzes ist eine bei Ausgrabungen gefundene Grundrissstruktur mit kniehohen Mauern dargestellt. Die Struktur wurde zunächst als Rest einer ottonischen Königspfalz, später als karolingische Kapelle aus dem 9. und ottonische Kirche aus dem 10. Jahrhundert gedeutet. Mittig auf dem Platz sind Wasserspiele installiert. Am Rande des Platzes besteht an der Südwestecke das an die friedliche Revolution von 1989 erinnernde Bürgerdenkmal. An der Nordseite steht eine Stele zur Erinnerung an die Reichsbanner-Demonstration von 1925.
Im Denkmalverzeichnis des Landes Sachsen-Anhalt ist der Platz unter der Erfassungsnummer 094 06336 als Baudenkmal verzeichnet. Der Domplatz gilt als einziger in seiner historischen Gestaltung noch annähernd erhaltene Platz der Magdeburger Altstadt und bedeutendes Zeugnis der barocken Architektur.

## Name
Als Name war, in Abgrenzung zum weiter nördlich gelegenen Alten Markt, die Bezeichnung Neuer Markt gebräuchlich. So wurde er 1294 als nyger markt und 1632 durch Otto Gerike als Neu-Markt bezeichnet. Er diente als zentraler Platz der im Süden der Stadt gelegenen Stiftsfreiheit, die nicht dem Magistrat der Stadt unterstand. Der Name Neuer Markt wurde häufig für das gesamte Gebiet der Stiftsfreiheit, später vor allem für den Platz selbst genutzt. Ab dem 18. Jahrhundert setzte sich dann die Bezeichnung Domplatz durch, wobei noch im Jahr 1800 die Bezeichnung Neuer Markt als die umgangssprachlich geläufigere angegeben wurde.

## Geschichte

### Mittelalter
Die Entwicklung des Platzes und seiner konkreten Umgrenzung dauerte über sehr lange Zeiträume an. Auf dem Platz selbst wurden bei Ausgrabungen Hinweise auf frühe Bebauungen gefunden. Sie wurden zunächst als Reste der ottonischen Kaiserpfalz gedeutet. Später setzte sich die Deutung als Kapelle und Kirche durch. Darüber hinaus wurde ein fränkisches Kastell gefunden, das dem Grafen Aito zugeordnet wird. Das Kastell diente als Sicherung für den hier an einem Übergang über die Elbe entstandenen Handelsplatz an der Grenze des Frankenreichs. Bei Ausgrabungen auch gefundene Reste von drei Spitzgräben werden als Teil der Befestigungsanlagen des Kastells gedeutet, östlich derer sich ein Wall befunden haben müsste. Ihre Lage wird grob durch die später angelegten Wasserspiele symbolisiert. Außerdem wurden 40 jüngere, nach dem Kastell entstandene Grubenbauten gefunden. Die ältesten Siedlungsspuren gehen bis auf die Zeit 5000 vor Beginn der Zeitrechnung zurück. Vermutet wird auch, dass sich hier ein altsächsischer Herrenhof befand, Nachweise hierfür bestehen jedoch nicht. Später bestanden auf dem Platz selbst keine Bauten mehr. Seine südliche Kante wurde im Jahr 937 mit der Stiftung des Moritzklosters durch Otto I. definiert. An dieser Stelle entstand später ab 955 der Magdeburger Dom. Die Ostkante des Domplatzes und der nördliche Teil der Westkante bildeten sich nach der Errichtung des Erzstifts im Jahr 962. Auf der Ostseite entstand an der Stelle, an der sich zuvor die ottonische Pfalz befunden hatte, der Bischofspalast und die Stiftskapelle St. Gangolphi. Weitere Bauten auf dieser Seite waren die Möllenvogtei, der Bischofsgang, die Schreiberei und mehrere Kurien.
997 hielt sich der Gelehrte Gerbert von Aurillac in Magdeburg auf. Er soll mit Kaiser Otto III. auf dem Domplatz Gestirne beobachtet und berechnet haben. Wiederholt war der Domplatz Ort für Hof-, Fürsten- und Ständetage. 1135 wurde hier ein Reichstag abgehalten.
Beim großen Stadtbrand des Jahres 1207, dem auch der damalige Magdeburger Dom zum Opfer fiel, wurden auch die Gebäude des Domplatzes stark zerstört.
Die großzügige Domfreiheit des Magdeburger Doms erstreckte sich nicht nur nach Norden auf den Domplatz, sondern auch nach Westen bis zur Sankt-Sebastians-Kirche. Nach Norden dehnte sich der Platz zunächst weiter als heute. Erst Anfang des 18. Jahrhunderts entstanden dort vor der alten Bebauung die heute in Teilen noch vorhandenen Gebäude als neue Straßenflucht. Auch die Westkante, an der sich zunächst nur die Dompropstei befand, wurde Anfang des 18. Jahrhunderts mit dem Bau des Zeughauses Magdeburg geschaffen. Eine tatsächliche platzartige Gestaltung im Sinne heutiger städtebaulicher Kriterien entstand erst in diesem späteren Zeitraum.
Von besonderer Bedeutung war die Nutzung des Domplatzes als Ort der regelmäßigen Jahrmärkte, in Magdeburg Messen genannt. Während der Domplatz im Verhältnis zum quirligen Stadtleben am zentraler gelegenen Alten Markt und den altstädtischen Gassen sonst eher ruhig war und als verschlafen beschrieben wird, wurde er dann zu einem sehr geschäftigen Ort. Die Tradition, die Messen hier abzuhalten, hielt sich noch bis in die 1970er Jahre. Seitdem wird die Messe auf einem Standort außerhalb der Altstadt durchgeführt. Auch für andere Veranstaltungen und Feierlichkeiten mit großem Menschenandrang, wie zum Beispiel Reliquienprozessionen, wurde der Domplatz gern genutzt. Besonders bekannt wurde die große Feierlichkeit im Jahr 1220, bei der Erzbischof Albrecht II. die Kopfreliquie des heiligen Mauritius in den Dom überführen ließ, aber auch die Domweihe im Jahr 1363. Im Jahr 1451 hielt Kardinal Nikolaus von Kusa und 1453 der Franziskaner Johannes Capistrano eine öffentliche Predigt auf dem Domplatz.
1402 war der Domplatz Schauplatz der Münzkrawalle, 1493 gab es im Zuge der Vertreibung der jüdischen Bevölkerung aus der Stadt Unruhen auf dem Platz. Auch die Auseinandersetzungen um die Einführung der Reformation fanden hier ihren Ausdruck. Aber auch Wochenmärkte, Zirkusvorstellungen und noch bis in das 18. Jahrhundert auch Exekutionen fanden hier statt.
Im Jahr 1430 wurde der Domplatz im Auftrag des Rats planiert. Dabei wurde in der Mitte des Platzes ein Abwassergraben angelegt, der in Nord-Süd-Ausrichtung verlief und letztlich in den Stadtgraben entwässerte. Zugleich wurden drei alte Kanäle beseitigt, die für die Stadtbefestigung nachteilig waren. Über diese Baumaßnahme ergab sich ein Streit mit dem Erzbischof, der die Entscheidungshoheit über Baumaßnahmen auf dem Domplatz für sich einforderte. Er ließ den neu angelegten Graben wieder beseitigen. Im Zuge der Auseinandersetzung erfolgte auch die Errichtung von Befestigungsanlagen wie dem Turm Kiek in de Köken. Letztlich wurde der Abwassergraben später wieder hergestellt und war dann noch bis in das 19. Jahrhundert in Betrieb. Eine Pflasterung oder sonstige Befestigung hatte der Domplatz im Mittelalter jedoch nicht. Er dürfte bei ungünstigen Witterungsverhältnissen praktisch unpassierbar gewesen sein. Anlässlich von Veranstaltungen wurden jedoch durchaus Befestigungen vorgenommen. Belegt ist, dass 1432 unter Erzbischof Günther für Prozessionen gepflasterte Wege angelegt wurden. Nötig geworden war dies, da durch Bauarbeiten am Dom die Fläche des Platzes stark zerfahren war. Finanziert wurden die Bauarbeiten durch Almosen von Gläubigen. Wie lange die Wege bestanden, ist nicht bekannt.

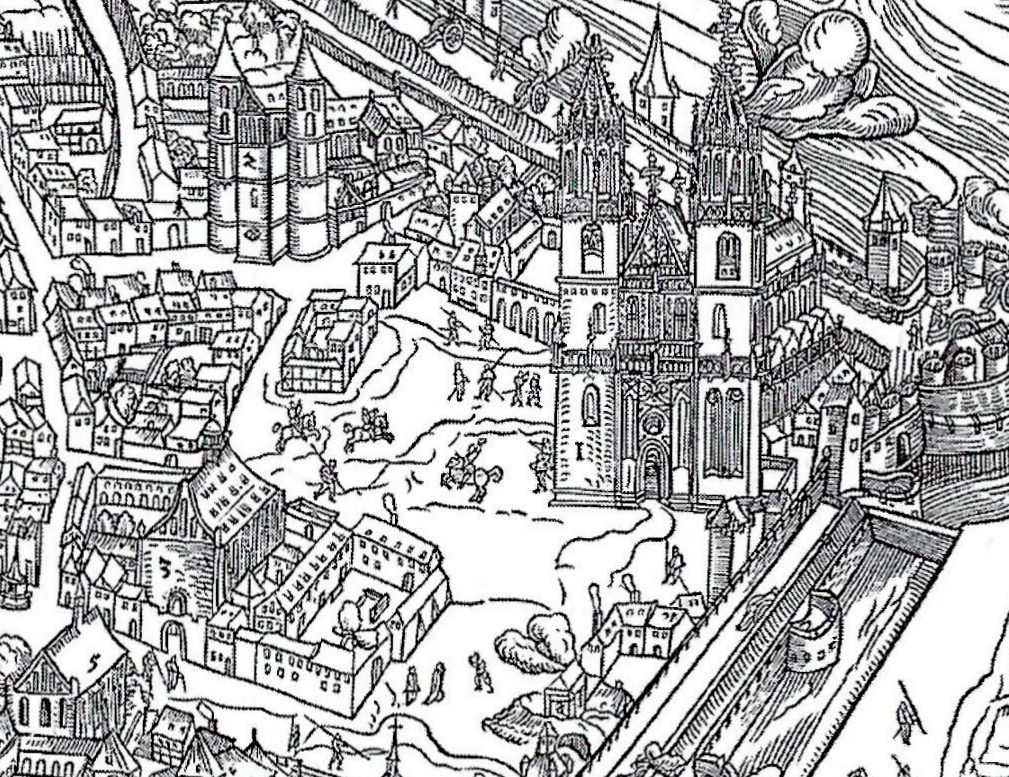
Domplatz auf einem Holzschnitt aus dem Jahr 1552

Im Übrigen war der Domplatz Zentrum des vom Gebiet der Altstadt Magdeburgs unabhängigen Gebiets der Stiftsfreiheit und diente der jeweiligen Verwaltung der ansässigen Behörden, zunächst des königlichen Hofs, später des Erzbischofs, dann der Militärbehörde und der preußischen Behörden. Die Gerichtsbarkeit in diesem Bereich oblag der Möllenvogtei, deren Gebäude sich im südöstlichen Bereich befanden.

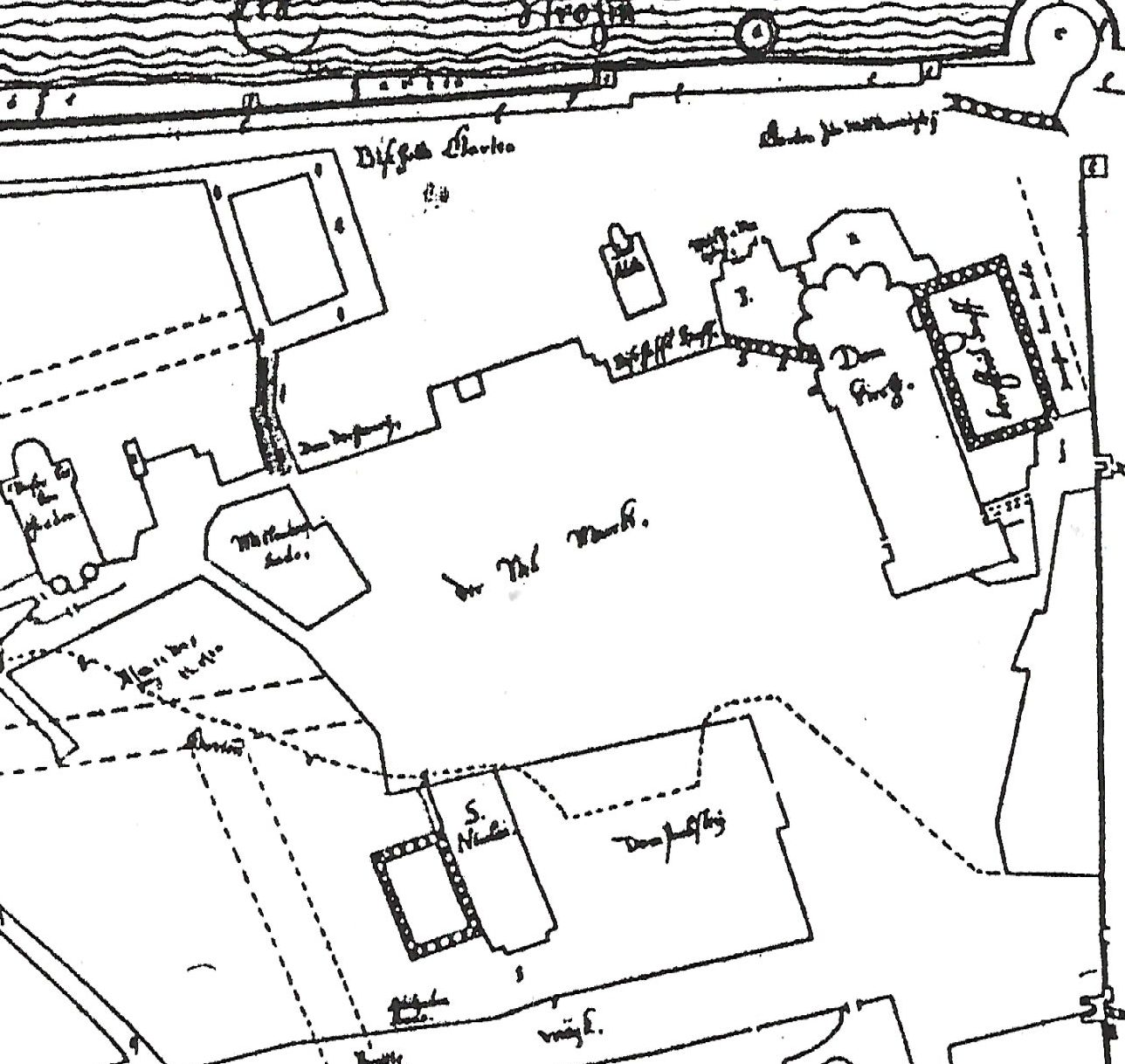
Zeichnung Otto von Guerickes aus dem Jahr 1632 mit einer Darstellung des Domplatzes

Während des Brandes bei der Zerstörung Magdeburgs im Jahr 1631 war der Domplatz jedoch weniger stark betroffen als der Rest der Stadt. Diverse Gebäude, darunter auch der Dom selbst, blieben erhalten. Tilly hatte zur Brandbekämpfung hier Soldaten zusammengezogen und auch Bürger hergezwungen.
Während des 17. Jahrhunderts wurde der Domplatz praktisch als Viehanger genutzt. Es wuchsen Gras und Sträucher. Magdeburger Bürger ließen Kühe und Schweine weiden. Es gab einen gepflasterten Weg zum Dom, dessen Unterhaltung Aufgabe des Domkapitels war. Spekuliert wird, dass es auch einen Fahrweg gegeben haben könnte. Belege dafür gibt es jedoch nicht. Ähnlich wie dem Platz erging es auch vielen Gebäuden am Platz, die verfielen.

### Neugestaltung in der Zeit ab 1680

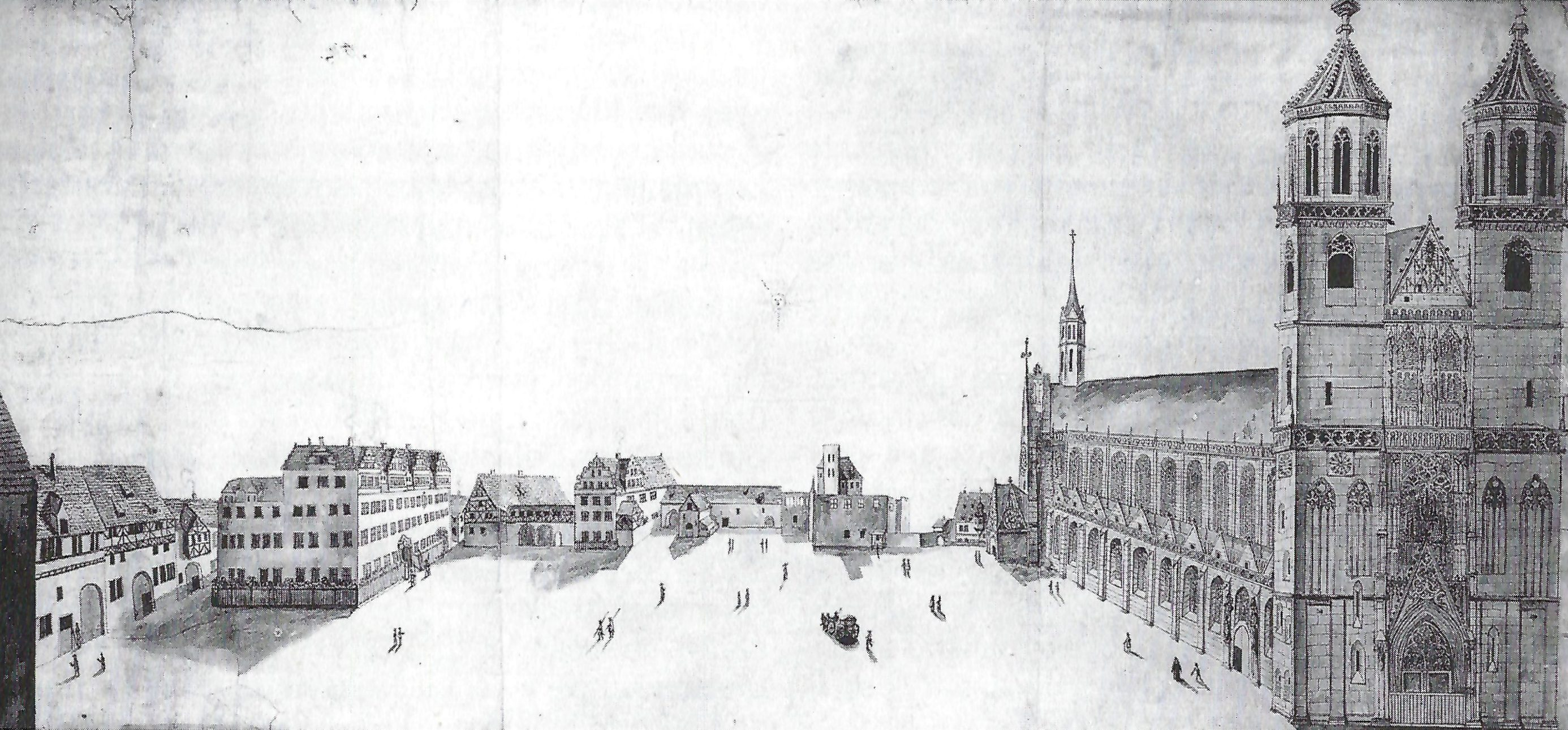
Blick von Westen auf den Domplatz, Zeichnung aus der zweiten Hälfte des 17. Jahrhunderts

Mit der Zugehörigkeit Magdeburgs zu Brandenburg ab 1680 begann eine grundlegende Neugestaltung des Platzes. Zu diesem Zeitpunkt war der Domplatz noch eher locker, ohne einheitliche Bauflucht umbaut. Vielerorts bestanden Lücken und kleine Höfe. Der Palast des Erzbischofs war, bedingt durch die Verlagerung des erzbischöflichen Sitzes nach Halle (Saale), weitgehend nur noch als Ruine vorhanden. Hinter ihm befand sich das Gangolphistift samt Kapelle. Nördlich hiervon die Domdechanei. Hinter der Möllenvogtei und der Palastruine erstreckten sich bis zur Stadtbefestigung an der Elbe Gärten. Die Nordseite war in ihrem Ostteil mit der Möllendorfschen Kurie bebaut, während im Westteil Gärten lagen. Die Westseite des Platzes war im Norden mit der Nikolaikirche und der südlich angrenzenden Dompropstei bebaut. Der südliche Teil der Seite war offen, so dass man bis zum Sudenburger Tor sehen konnte.
Eine Baukommission befasste sich ab 1700 mit diesem Bereich. Vor allem der ab 1702 amtierende Gouverneur Leopold von Anhalt trieb die Neugestaltung voran. Auf sein Betreiben gewährte der König einen Baukostenzuschuss für Hausneubauten in Höhe von 20 % oder mehr. In der Zeit bis 1745 wurden dann eine einheitliche Bauflucht geschaffen und barocke Bauten errichtet. Während sie an der Nord- und Ostseite noch heute im Wesentlichen den Platz prägen, ging diese Bebauung auf der Westseite zum Teil bereits im 19. Jahrhundert wieder verloren.

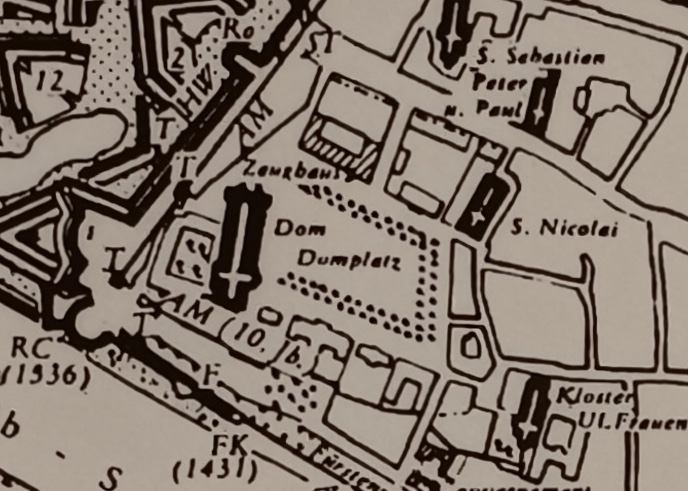
Domplatz um 1750

Der Platz selbst wurde im 18. Jahrhundert nun stärker militärisch genutzt. Er war der Ort für Exerzierübungen aber auch Paraden, Militärkonzerte und Fechtveranstaltungen. 1722 ordnete Leopold von Anhalt an, dass das Domkapitel den Domplatz zu pflastern habe. Das Exerzieren von Soldaten sollte so ermöglicht werden. Außerdem sollte der Platz unabhängig von der jeweiligen Witterung befahren bzw. begangen werden können. Die Pflasterung zog sich entlang der Bebauung an allen vier Seiten und betraf auch die Platzmitte. Zugleich wurden Linien aus größeren, in gleichmäßigen Abständen angeordneten Steinen angelegt, die beim Exerzieren als Orientierung dienten.

### Anlage der „Plantage“ ab 1763

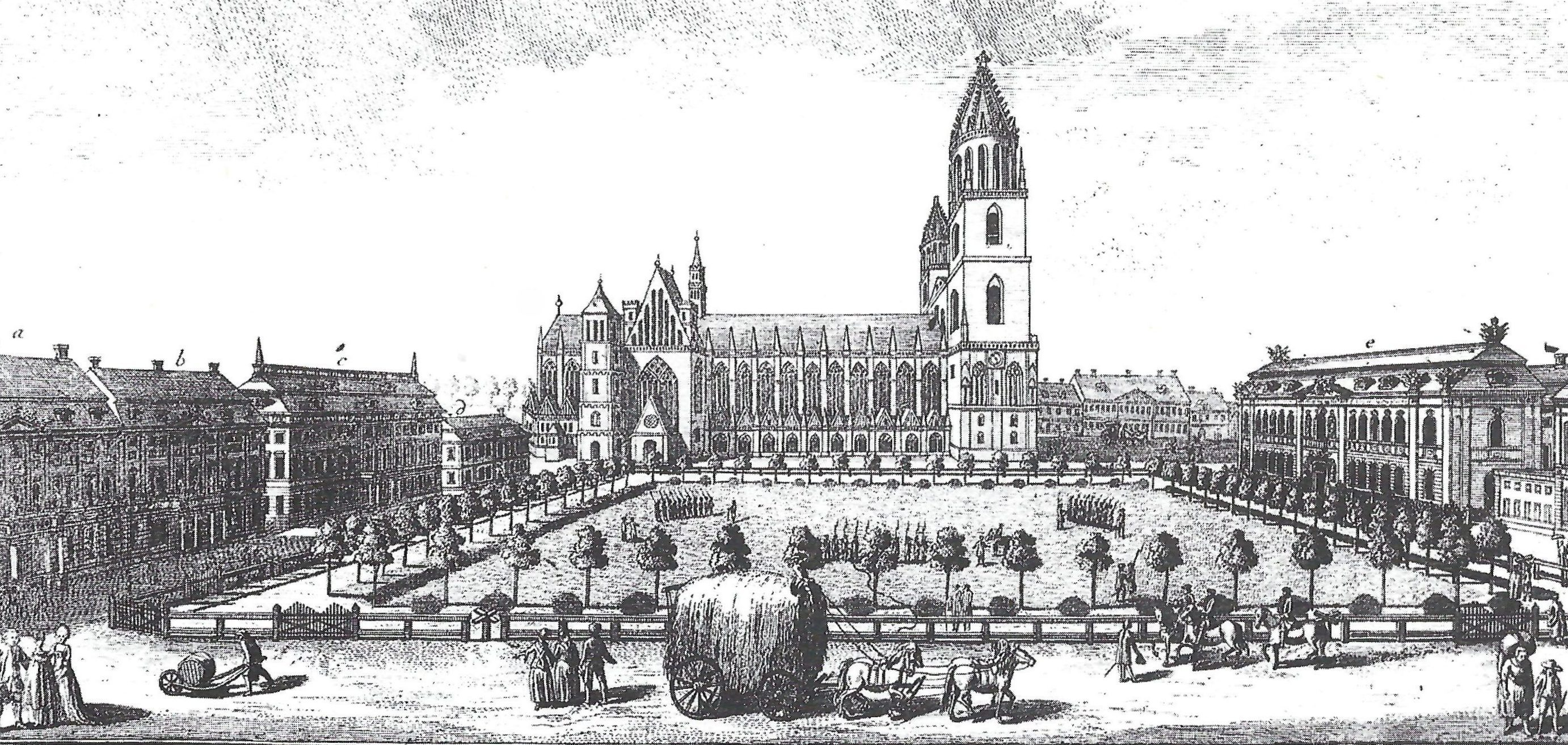
Domplatz auf einem Kupferstich von 1765

1763 veranlasste der nachfolgende Gouverneur, Herzog Ferdinand von Braunschweig, eine Neugestaltung, die als die „Plantage“ bekannt wurde. Er wollte zum einen eine schöne Parkanlage schaffen, zum anderen jedoch die Nutzung als Exerzierplatz erhalten. Planung und Ausführung oblagen Garnisonsbaumeister Bendix. Die Kosten hatte wiederum das Domkapitel zu tragen, das aber die Einnahmen aus der Verwertung des alten Pflasters vereinnahmen durfte. Die Umgestaltung wurde 1764/1765 umgesetzt. Dabei wurde das Pflaster in der Mitte des Platzes entfernt. Das Pflaster der Straßenräume entlang der Bebauung wurde erneuert und war so breit, dass zwei Fahrzeuge passieren konnten. Vom Platz selbst wurden die Straßen durch Baumreihen aus Linden abgetrennt. Die Linden stammten aus dem Colbitzer Forst. Zunächst bestand wohl auf allen Seiten jeweils eine Baumreihe. Andere Angaben nehmen auf West- und Ostseite bereits jeweils zwei Reihen an. Später bestand tatsächlich auf allen Seiten eine zweireihige Baumreihe. Der Abstand zwischen den Bäumen war jeweils gleich. Es war beabsichtigt durch regelmäßiges Zurückschneiden die Baumkronen in festgelegte Grenzen zu zwingen. Der Gouverneur hatte sich zwischen den Linden die Pflanzung von Kastanien gewünscht. Es gibt jedoch keine Hinweise auf eine tatsächliche Umsetzung dieses Details. Es wurden auch Hecken aus Weißbuche gepflanzt. Die Arbeiten wurden unter anderem von Inhaftierten und Tagelöhnern ausgeführt. Damit die Pflanzen anwuchsen, hatten Grenadiere sie mittels einer großen Spritze regelmäßig zu wässern. Die Anlage erhielt durch Zimmermeister Kühne, als Abgrenzung zu den Straßen am Platzrand, einen hölzerne Zaun aus Eichenholz, dessen Gesamtlänge mit 117 Ruten angegeben wurde. Er war mittels eines dreifachen Ölanstrichs in den preußischen Farben schwarz und weiß gestrichen. Durch die Einfassung führten sechs Gattertore, die von Soldaten genutzt wurden, und zehn Drehkreuze, durch die normale Passanten auf den Platz gelangten. Es wurden 28 weiße Bänke aufgestellt, von denen man auch einen Blick auf exerzierende Soldaten hatte. Die angelegten Wege waren jeweils auf wichtige Punkte hin ausgerichtet. So bezog sich der Weg auf der Ostseite auf die Paradiespforte des Doms, während der Westliche auf den Eingang des Walrave’schen Palais zulief. Der Weg auf der Südseite führte in Richtung der Einfahrt neben dem Königlich Preußischen Stadtschloss, der auf der Nordseite visierte wohl den Eingang der Domdechanei an. Die Gehwege und auch die Rabatten waren durch kleine Holzpfähle abgegrenzt. Die Platzmitte selbst war als Grasfläche gestaltet.

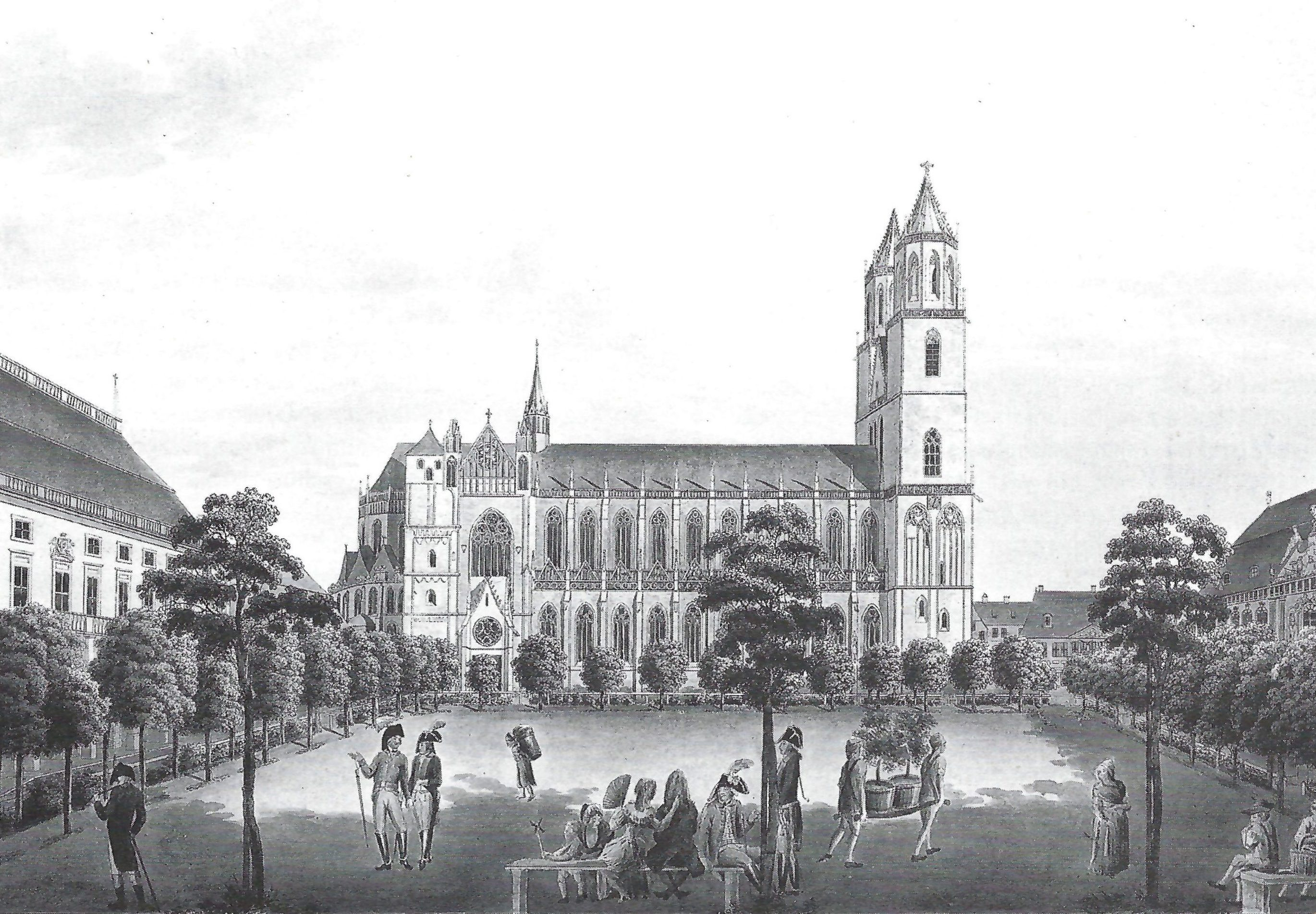
Domplatz um 1780

Die aufwändige Neugestaltung erwies sich jedoch als sehr pflegeaufwändig und vandalismusanfällig. Es kam fortlaufend zu Vandalismus, wobei Jugendliche, Wirte, Soldaten und Reiter als Täter überliefert sind. Problematisch waren auch Schäden und Verschmutzungen durch Ziegen und Hühner von Anwohnern. Auch Stürme verursachten Schäden. Die Kriegs- und Domänenkammer stellte einen Plantagenwärter ein, um so die Probleme zu bewältigen, letztlich jedoch vergeblich. Fortlaufend kam es zu Diebstählen von Drehkreuzen oder Geländerteilen. Bei Veranstaltungen mit großem Besucherandrang wie Truppenrevuen, Militärkonzerten, der Herrenmesse oder der Verteilung von Mägden und Knechten, kam es zu erheblichen Schäden an den Absperrungen und Pflanzen. Häufig wurde der Platz von Reitern genutzt. Der Rat der Stadt veranlasste 1767, dass während der Herrenmesse Schenkbuden nicht mehr innerhalb der Baumalleen, sondern nur noch außerhalb der Abgrenzung stehen durften. 1770 wurden Ziegen auf dem Domplatz ausdrücklich verboten. Die Unterhaltungskosten erreichten eine erhebliche Höhe. 1776/1777 wurde der Platz bereits neu planiert, die Anlage blieb jedoch weiter bestehen. 1787 wurden 170 Leuchten auf dem Platz installiert. Die zwischenzeitlich baufällige hölzerne Platzbegrenzung wurde 1794 in einem ersten Teil entfernt. Das restliche Geländer und auch die Hecken verschwanden 1796.
Von der ursprünglich erfolgten Umgestaltung blieben letztlich nur die Baumalleen erhalten, deren Zustand jedoch ebenfalls schlecht war. 1796 wurden fehlende Bäume ergänzt und neue Bänke angeschafft. Erneut wurde ein Reitverbot auf dem Platz ausgesprochen. Die ursprünglich vorgesehene regelmäßige Beschneidung der Bäume unterblieb jedoch, so dass diese deutlich heranwuchsen und, anders als ursprünglich beabsichtigt, auch die Gebäudeansichten bedeckten. Eine erneute Planierung des Domplatzes erfolgte 1802 auf Veranlassung des Gouverneurs Franz Kasimir von Kleist.

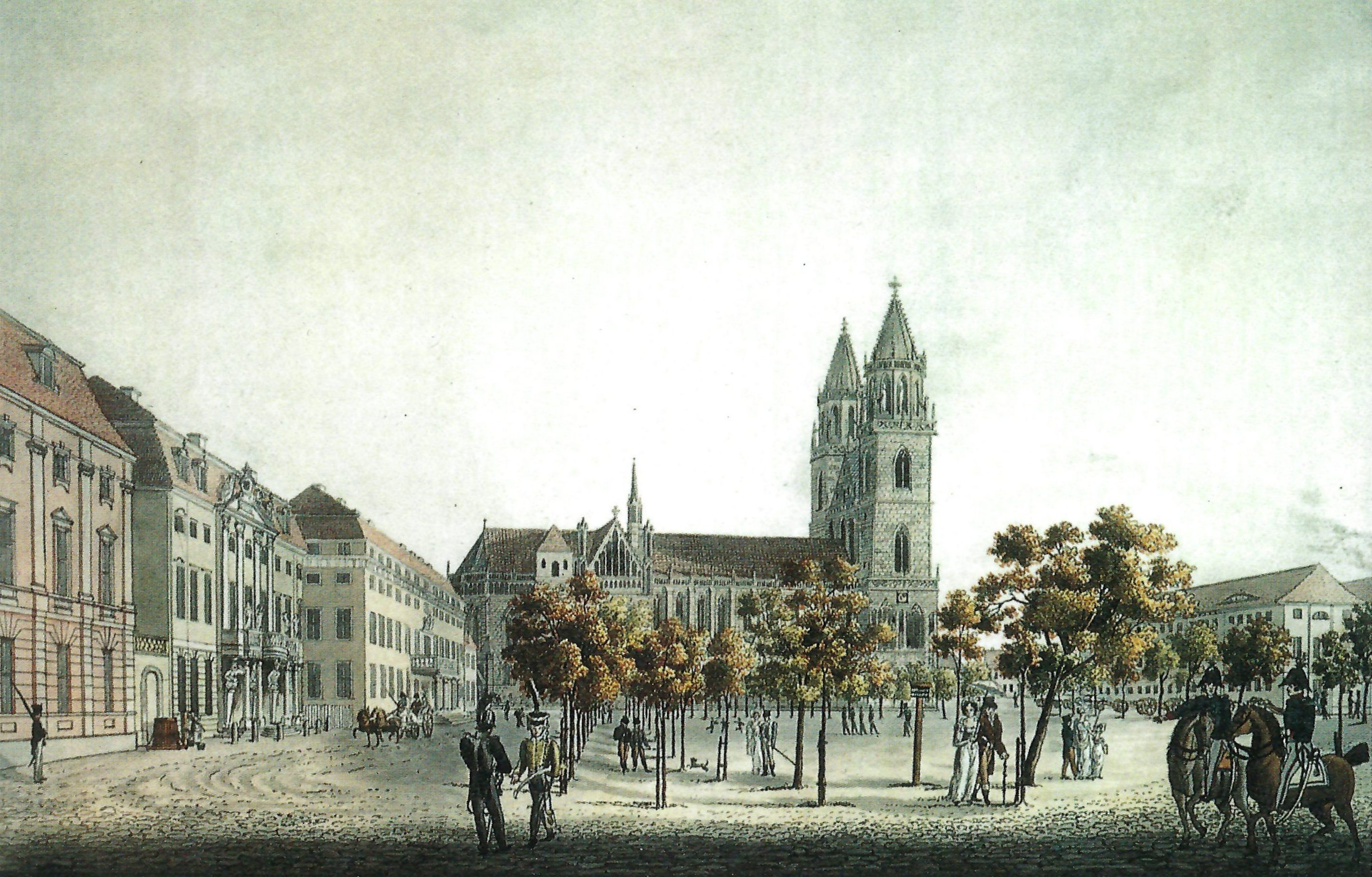
Kolorierte Radierung aus der Zeit um 1829

Die Alleen verfielen in der Zeit der Zugehörigkeit Magdeburgs zum Königreich Westphalen wieder. Entstandene Lücken wurden mit der Anpflanzung von kanadischen Pappeln und Ahornbäumen eher notdürftig geschlossen. Von 1826 bis 1834 befanden sich im Zusammenhang mit der Restaurierung des Doms auf dem Platz Baubuden und auch Bauschutt. Zusätzliche große Schäden entstanden durch einen Wintersturm im Jahr 1833. Es wurde diskutiert, die Bäume wieder gänzlich zu entfernen, um einen besseren Blick auf den restaurierten Dom zu gewährleisten. Tatsächlich wurden die noch erhaltenen Bäume an der Südseite des Platzes entfernt. Nur ein Baum blieb dort erhalten.

### Eigentumsstreit
Über lange Zeit war die Frage der Eigentümerstellung an der Fläche des Domplatzes strittig. Zunächst gehörte er dem Erzbistum und in dessen Rechtsnachfolge dem preußischen Fiskus. Mit der Eingliederung der Stiftsfreiheit in die Stadt Magdeburg in der Zeit des Königreichs Westphalen, die auch nach Ende der französischen Besatzung beibehalten blieb, gab es hierzu ab 1824 Auseinandersetzungen. Die Stadt kam zwar für den Unterhalt auf, die tatsächliche Nutzung erfolgte aber durch das Militär. 1855 akzeptierte dann Preußen das Eigentum der Stadt am Platz. 1890/1891 ergaben sich erneute Auseinandersetzungen. Letztlich erwarb die Stadt im Jahr 1905 die Mitnutzungsrechte des Militärfiskus. Aber selbst noch 1938 gab es Verhandlungen zwischen Staat und Stadt zu dieser Frage. Heute ist der Domplatz Eigentum der Stadt Magdeburg.

### Neugestaltung ab 1834

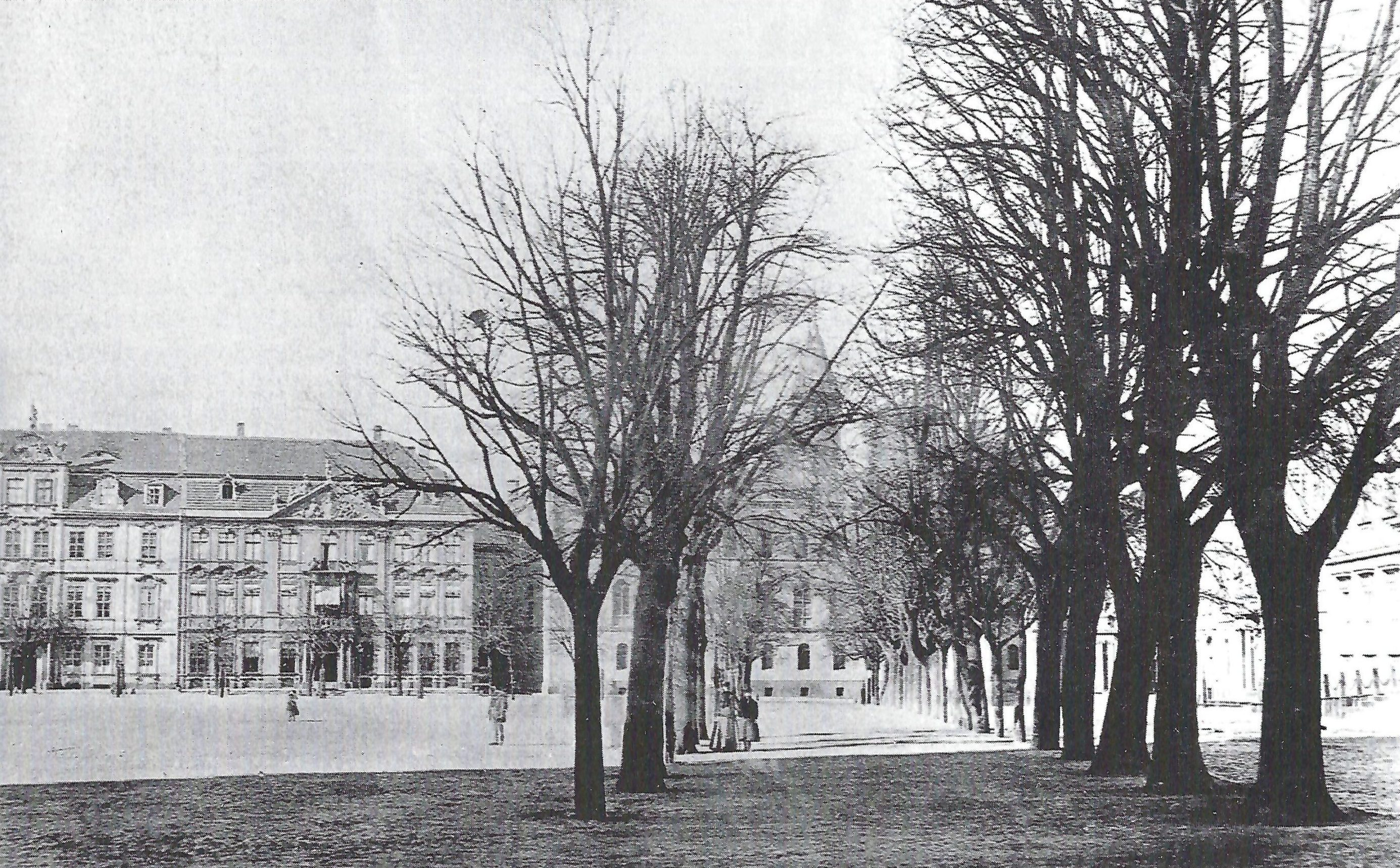
Allee auf der Ostseite in den 1880er Jahren

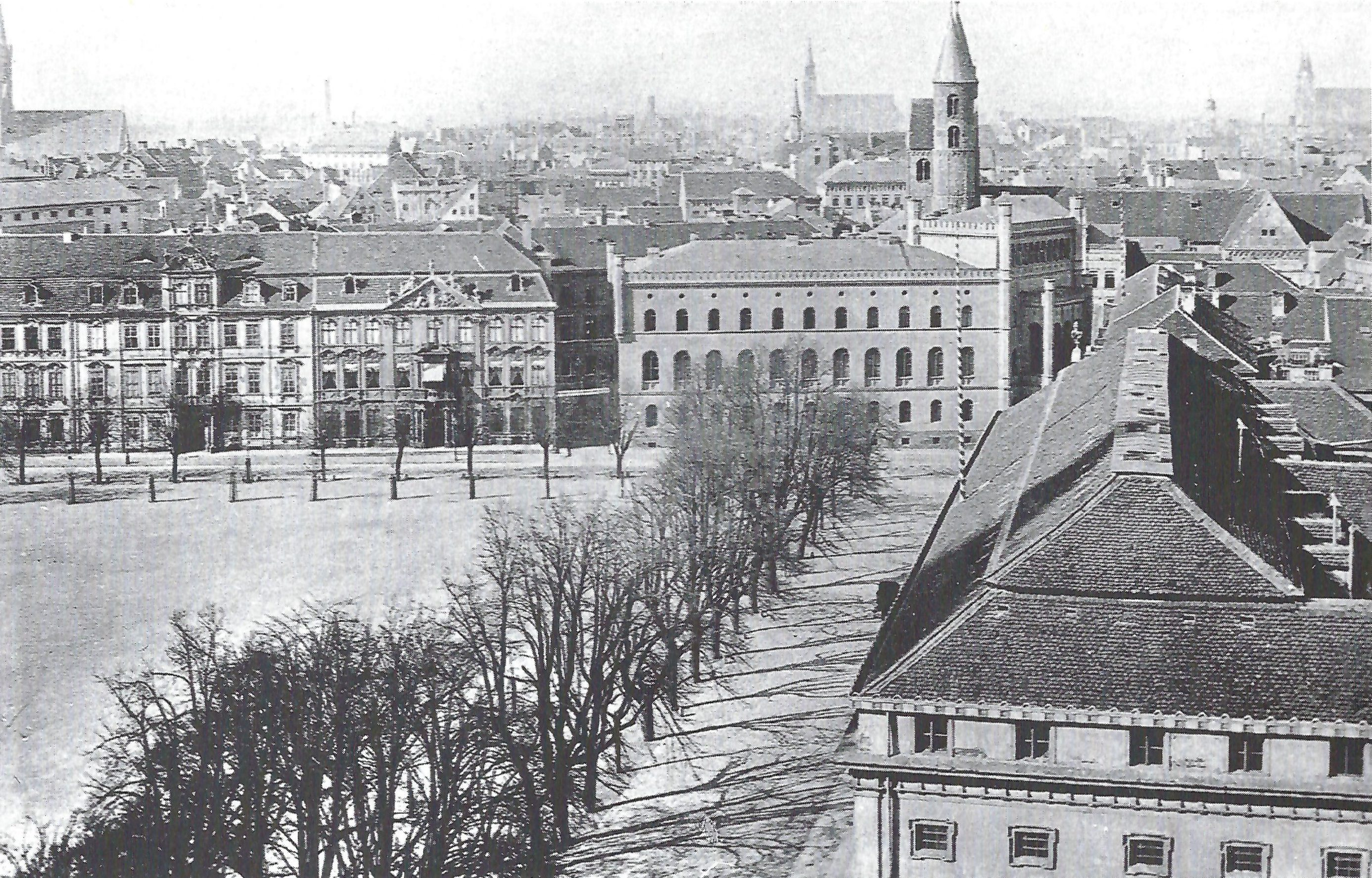
Blick vom Dom auf die Ostseite des Domplatzes, 1880er Jahre

Nach Abschluss der Domrestaurierung im Jahr 1834 wurde der Platz wieder gereinigt und neu planiert. Oberpräsident Wilhelm Anton von Klewiz setzte sich für eine Neugestaltung ein, für die der Magistrat der Stadt die Finanzierung bereitstellte. Um den Dom wurde eine Umzäunung mittels schmiedeeiserner Gitter errichtet. Der Bereich zwischen Zaun und Dom wurde von Gartenbaudirektor Peter Joseph Lenné gärtnerisch gestaltet. Die Nutzung als Exerzierplatz und auch für die Herrenmesse wurde jedoch fortgesetzt, so dass von anderen Neugestaltungen abgesehen wurde. Auf einen Wunsch des Königs blieben die noch vorhandenen Baumreihen erhalten. Lenné hatte vorgeschlagen alle Bäume zu fällen, Muttererde heranzuschaffen und dann neu Kastanien zu pflanzen. Die Entscheidung der städtischen Baudeputation im Jahr 1835 fiel jedoch zu Gunsten der Linden aus. Zur Begründung wurde angegeben, dass Kastanien zwar schneller wüchsen und sehr schön blühen, Linden in ihrer Blüte jedoch einen größeren Wohlgeruch verbreiten würden. Von den gepflanzten Bäumen standen noch in den 1930er Jahren mehr als 100. Der einzelne Baum auf der Südseite war noch in der Zeit um 1900 vorhanden, verschwand dann aber bis in die 1920er Jahre. 
Am 15. März 1848 kam es während der Märzrevolution auch zu einer Großdemonstration auf dem Domplatz, der sich als Meer schwarz-rot-goldener Fahnen präsentierte. Militär und Polizei verhinderten Übergriffe auf ein Regierungsgebäude und gingen mit gezogener Klinge gegen Protestierende vor.
Zum Ende des 19. Jahrhunderts wurde unmittelbar vor den Gebäuden eine weitere Baumreihe angelegt. Auf der Westseite des Platzes entstand darüber hinaus eine dritte Baumreihe entlang der dem Platz zugewandten Bordsteinkante der Straße. Dort standen dann somit letztlich vier Baumreihen.
Ein ursprünglich an der Nordostecke zum Gouvernementsberg abfallendes Geländeniveau, war ursprünglich über mehrere Stufen ausgeglichen, besteht heute in dieser Form auf dem Domplatz selbst nicht mehr.

### Domplatz im 20. Jahrhundert

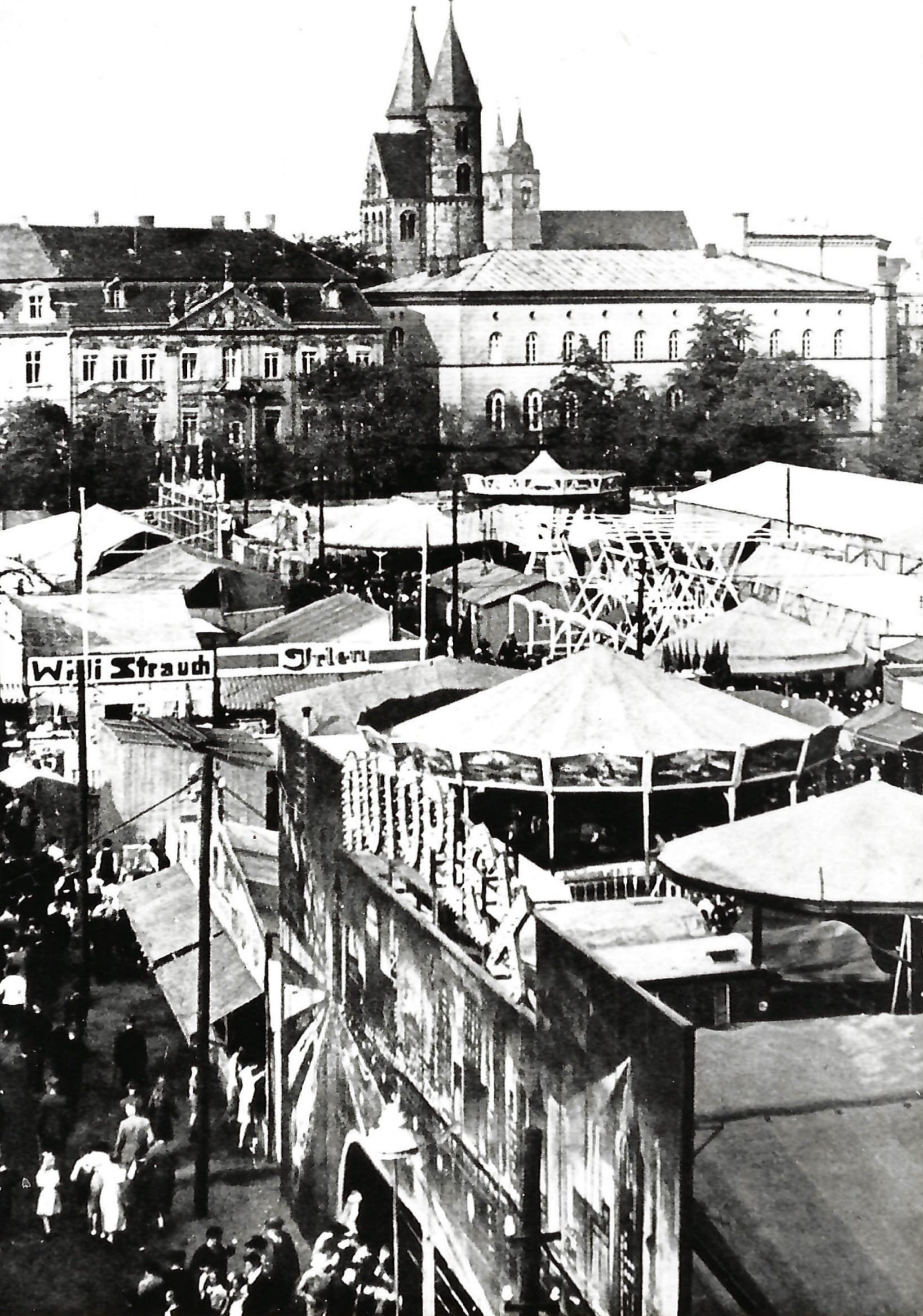
Herbstmesse auf dem Domplatz, vor 1945

In der Zeit um das Jahr 1900 ergab sich eine Diskussion, ob man eine freie Sicht von Westen auf die Westfassade des Doms schaffen sollte. Ursächlich war der zu diesem Zeitpunkt erfolgte Abriss der Bebauung gegenüber der Westseite des Doms und ein bestehender aber letztlich nicht umgesetzter Plan zur Errichtung eines Hauses für die Harmonie-Gesellschaft. In einer Veröffentlichung hatte Camillo Sitte die Auffassung vertreten, dass auf den Haupteingang einer gotischen Kirche eine Straße angemessener Breite zulaufen sollte. Stadtbaurat Otto Peters verwies 1917 darauf, dass der Dom nach Norden seit jeher frei stehe und eine weiträumige Freilegung der Gesamtwirkung des Bauwerks abträglich wäre, da ein Größenvergleich dann nicht mehr erfahrbar sei. Diverse weitere bekannte Sachverständige äußerten sich zu der Frage, so Paul Wallot, Friedrich von Thiersch, Hugo Licht, Hans Lutsch und Joseph Stübben. 1904 wurde zunächst eine gestaltete Grünanlage westlich des Doms entlang der Domstraße angelegt. Letztlich setzte sich jedoch die Absicht einer Neubebauung durch. 1916 wurde das Grundstück westlich des Doms von der Stadt an die Reichsbank mit der Auflage vergeben, ein monumentales Gebäude zu errichten. Von 1921 bis 1923 entstand dann an der südwestlichen Ecke des Platzes das aktuell als Dommuseum genutzte ehemalige Gebäude der Reichsbank. Zugleich wurde die Domstraße stark verbreitert, so dass sich eine bessere Sichtachse zum Dom ergab.
Die geplante Anlage eines Laufbrunnens vor der Westseite des Doms wurde jedoch nicht umgesetzt. Auch Pläne für die Errichtung eines Denkmals für die Gefallenen des Ersten Weltkriegs südwestlich des Doms kamen nicht zur Ausführung. Einen Entwurf für eine solche Gedenkstätte, die in ihrem Kellergeschoss eine Lesehalle mit Bibliothek beherbergen sollte, fertigte 1921 Bruno Taut.
Schon seit dem Abriss der Stadtbefestigung und der angrenzenden Bebauung südlich und südwestlich des Doms ab 1871 gab es Debatten über die damit eingetretene städtebauliche Situation, bei der der Dom nun ohne Einfassung durch andere Bauten allein stand. Es gab so verschiedene Pläne zu einer architektonischen Neugestaltung der Umgebung. Besonders radikal war ein vom Architekten Andreas Hartwig aus Niederndodeleben vorgelegter Entwurf, der beidseitig an die Westfassade des Doms nach Norden und Süden verlängernde zweigeschossige Bauten anfügen wollte. Nördlich des Doms sollte nach diesem Entwurf ein parallel zur Nordfassade verlaufender neuer Flügel entstehen. Der Domplatz sollte so deutlich verkleinert und auf der Nordseite des Doms ein neuer Hof entstehen. Die Idee wurde jedoch nicht weiter verfolgt.
Das Stadterweiterungsamt der Stadt erarbeitete 1934 einen Entwurf, der eine Absenkung der Innenfläche des Domplatzes vorsah. An West- und Ostseite sowie den seitlichen Teilen der Nordseite sollten jeweils vier Baumreihen entstehen. Die Südseite sollte sich erhöht über dem Platz befinden. Die Westfassade des Doms sollte in Form eines Us von monumentalen Kolonnaden eingefasst werden. Auch dieser Entwurf kam jedoch nicht zur Umsetzung.

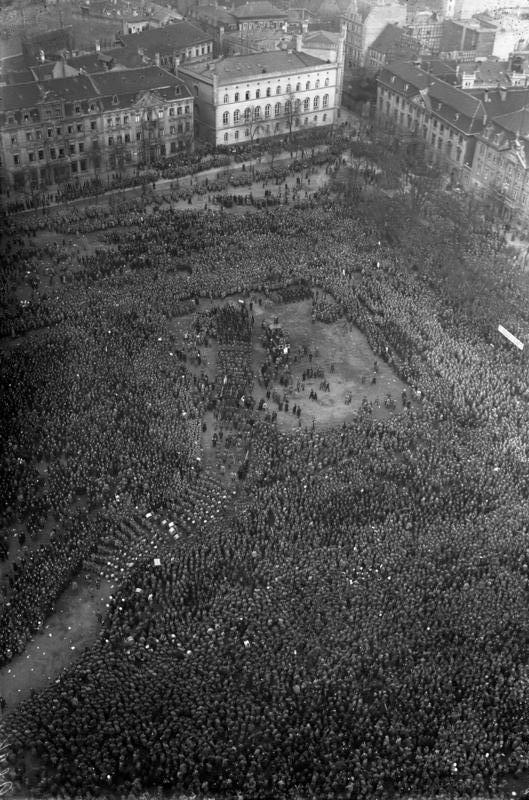
Demonstration des Reichsbanners Schwarz-Rot-Gold auf dem Domplatz 1925

1925 fand auf dem Domplatz die erste Großdemonstration des Reichsbanners Schwarz-Rot-Gold statt, woran eine 2024 errichtete Stele erinnert. Die Mitte des Platzes war auch in den 1930er Jahren weiterhin unbefestigt.
Noch bis in die 1930er Jahre bestand die schmiedeeiserne Einfassung des Dombereichs. Ernst von Niebelschütz sprach sich 1934 für eine Beseitigung der Umzäunung aus, die auch tatsächlich entfernt wurde. Ein kleiner Teil an der Ostseite blieb jedoch darüber hinaus dauerhaft erhalten. Die Baumreihen des Domplatzes waren in dieser Zeit lückenhaft. Zum einen gab es an West-, Nord- und Ostseite jeweils eine teils lückenhafte Baumreihe auf den Gehwegen, direkt vor den Gebäuden. Auf der Innenseite befanden sich im Westen drei, im Norden eine und im Osten zwei Baumreihen. Die Südseite war ohne Bäume.
In der Zeit der nationalsozialistischen Gewaltherrschaft wurde am 4. April 1933 auf dem Domplatz eine Bücherverbrennung durchgeführt, bei der politische Schriften und etwa 10.000 Bücher verbrannt wurden. Sie stammten offenbar aus einem Überfall in der Nacht zum 3. April, bei dem die SS das Haus der Volksstimme gestürmt und Bücher, Fahnen und Flugblätter erbeutet hatte. Westlich des Doms entstand 1936 ein SA-Ehrenmal, das nach dem Ende der Diktatur wieder abgerissen wurde.
1939 wurden wiederum Pläne für eine Umgestaltung des Domplatzes vorgelegt, die jedoch weit weniger radikal waren. Sie sahen eine Verlegung von Platten auf dem gesamten Platz, zumindest jedoch entlang von Passagen von West nach Ost zur Befestigung vor. Die Promenaden unterhalb der Bäume sollten jedoch unbefestigt bleiben. Bordsteine sollten entfernt werden, um so die Trennung zu den Rändern aufzuheben. Als Abgrenzung zur Domstraße hin war jedoch die Anlage von Stufen angedacht, womit auch das SA-Ehrenmal in die Neugestaltung einbezogen werden sollte. Außerdem waren in doppelten Baumreihen auf West- und Ostseite Lücken vorgesehen, um die Sichtachse von der Breiten Straße zum Schloss zu ermöglichen. Die Bäume direkt an den Häusern der Ostseite und die Hecken auf der Nordseite des Doms sollten entfernt werden. Darüber hinaus war die Aufstellung von Bänken vorgesehen. Möglicherweise bedingt durch die Kriegssituation des Zweiten Weltkriegs kamen jedoch auch diese Maßnahme im Wesentlichen nicht zur Umsetzung.

### Wiederaufbau nach dem Zweiten Weltkrieg

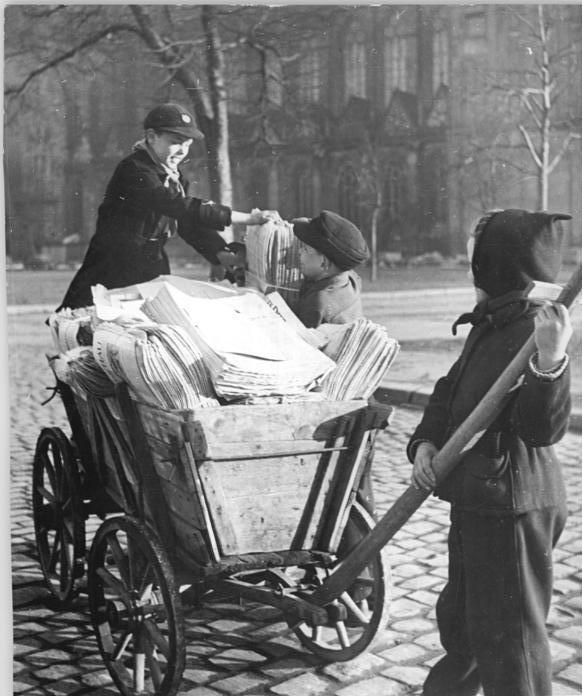
Pioniere beim Sammeln von Altpapier am Domplatz, 1955

Nach Kriegsende war, durch die weitgehende Zerstörung, eine generelle Wiederaufbauplanung der Magdeburger Innenstadt erforderlich, die auch den Domplatz umfasste. 1947 sah eine Planung des Stadtplanungsamtes die vollständige Neubebauung des Domplatzes auf seiner Nord- und Westseite vor. Beide Seiten wiesen starke Zerstörungen auf. Durch eine nach Osten, bis auf die Höhe der Domtürme, vorgeschobene dreigeschossige Bebauung der Westseite, war eine Verkleinerung des Platzes beabsichtigt. Dieser Westblock sollte wohl städtischen Behördenzwecken dienen. Auf der Nordseite war ein siebzehnachsiger, ebenfalls dreigeschossiger Bau mit mittiger Säulenloggia und Walmdach vorgesehen. Auch dieses Gebäude sollte zum Platz hin in Richtung Süden versetzt werden, so dass auch auf dieser Seite eine Verkleinerung der Platzfläche erreicht worden wäre. Auf eine Bepflanzung des Platzes sollte weitgehend verzichtet werden, sie war im Wesentlichen nur an Straßeneinmündungen vorgesehen.
Ein Wiederaufbauplan aus dem Jahr 1948 sah anstelle der stark zerstörten Westseite eine Neubebauung aus zwei langgestreckten Blöcken vor, die aber ebenfalls nach Osten verrückt waren. Hinter den Blöcken wäre die Leibnitzstraße weiter nach Norden geführt worden. Zugleich wurde die Achse von Breiter Straße zum Schloss betont, die auch durch eine entsprechende Teilung der Innenfläche des Platzes in zwei Hälften hervorgehoben werden sollte.

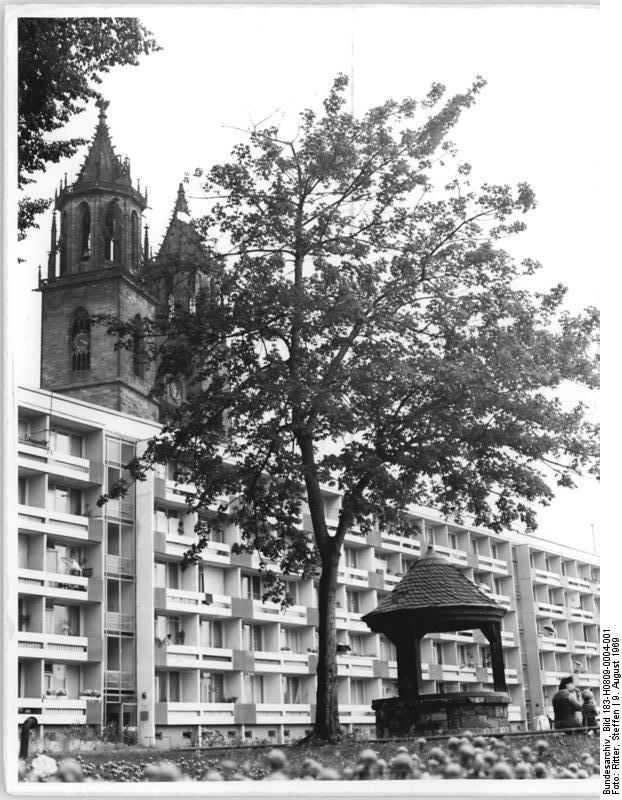
1962 entstandener Wohnblock (Seite zum Breiten Weg) im Jahr 1969

Die großangelegten Neubebauungspläne wurden jedoch wiederum nicht verwirklicht. Vielmehr wurden die barocken Fassaden auf der Nordseite wiederhergestellt und mit dem Haus Domplatz 6 an der Nordostecke ein Neubau im Stil des Barock errichtet. Die barocken Bauten auf der Ostseite waren erhalten, befanden sich zum Teil jedoch noch über lange Zeiten in einem ruinösen Zustand. Ab 1962 entstand auf der Westseite als Ersatz für die dort zerstörte alte Bebauung ein fünfgeschossiger, langgestreckter Appartementblock, der jedoch nicht in den Platz vorgerückt wurde.
Von 1959 bis 1968 fanden Grabungen der Deutschen Akademie der Wissenschaften unter Leitung von Ernst Nickel auf dem Domplatz statt. Hierbei wurden etwa einen Meter unterhalb der Oberfläche Fundamente gefunden, die zunächst als ottonische Kaiserpfalz gedeutet wurden.
In den 1970er Jahren war der Domplatz weiterhin nur in seinem Randbereichen gepflastert, im Mittelteil bestand eine Schüttung mit Schlackesteinen. Etwa ab 1976 fand ein Architektenwettbewerb mit dem Ziel statt, den barocken Charakter des Platzes wieder herzustellen und ihn zu einem gesellschaftlichen und kulturellen Zentrum zu machen. Es gab auch bereits die Idee das Sterntor wieder aufzustellen und die bei Grabungen gefundenen Fundamentreste kenntlich zu machen. Die Planungen wurden allerdings zumeist nicht umgesetzt. 1978/1979 wurden jedoch, nach historischem Vorbild, wieder Linden in Doppelreihen entlang aller vier Platzseiten gepflanzt. Die noch vorhandenen alten Bäume und auch die Pflasterungen am Rand blieben dabei erhalten. Anlässlich der 21. Arbeiterfestspiele erfolgte dann ab 1985 eine Befestigung auch des Innenbereichs des Domplatzes mit Betonplatten des Betonkombinats Magdeburg.
Während der friedlichen Revolution des Jahres 1989 war der Domplatz der Ort der Magdeburger Montagsdemonstrationen. Vor diesem Hintergrund besteht für den direkt am Domplatz später angesiedelten Landtag Sachsen-Anhalts keine Bannmeile, so dass direkt vor dem Landtag demonstriert werden kann. Zur Erinnerung an die Ereignisse der Jahre 1989/1990 wurde das Bürgerdenkmal errichtet. Am 23. September 1990 und somit kurz vor der Deutschen Einheit trat Helmut Kohl, Bundeskanzler der Bundesrepublik Deutschland, im Zuge einer Wahlkampfveranstaltung der CDU auf dem Domplatz auf.

### Neugestaltung nach der friedlichen Revolution
Nach der Wende wurde für den Domplatz ein städtebaulicher Ideenwettbewerb durchgeführt, an den sich 1993 ein Workshop Kaiserpfalz anschloss, der sich mit der Sichtbarmachung der bei den Grabungen gefundenen Fundamentstrukturen befasste. Bereits 1991 wurde das Pflaster vor der Westfassade des Doms erneuert.
Der DDR-Wohnblock auf der Westseite wurde nach der Wende wieder abgerissen. Ende des 20. Jahrhunderts bildete sich eine Bürgerinitiative Freier Domblick, die sich, quasi in Wiederholung der bereits 100 Jahre zuvor geführten Debatte, gegen eine Neubebauung der Westseite des Domplatzes wandte, um so einen ungehinderten Blick auf den Dom zu gewährleisten. Auch dieses Mal setzte sich jedoch die Idee einer Bebauung durch.

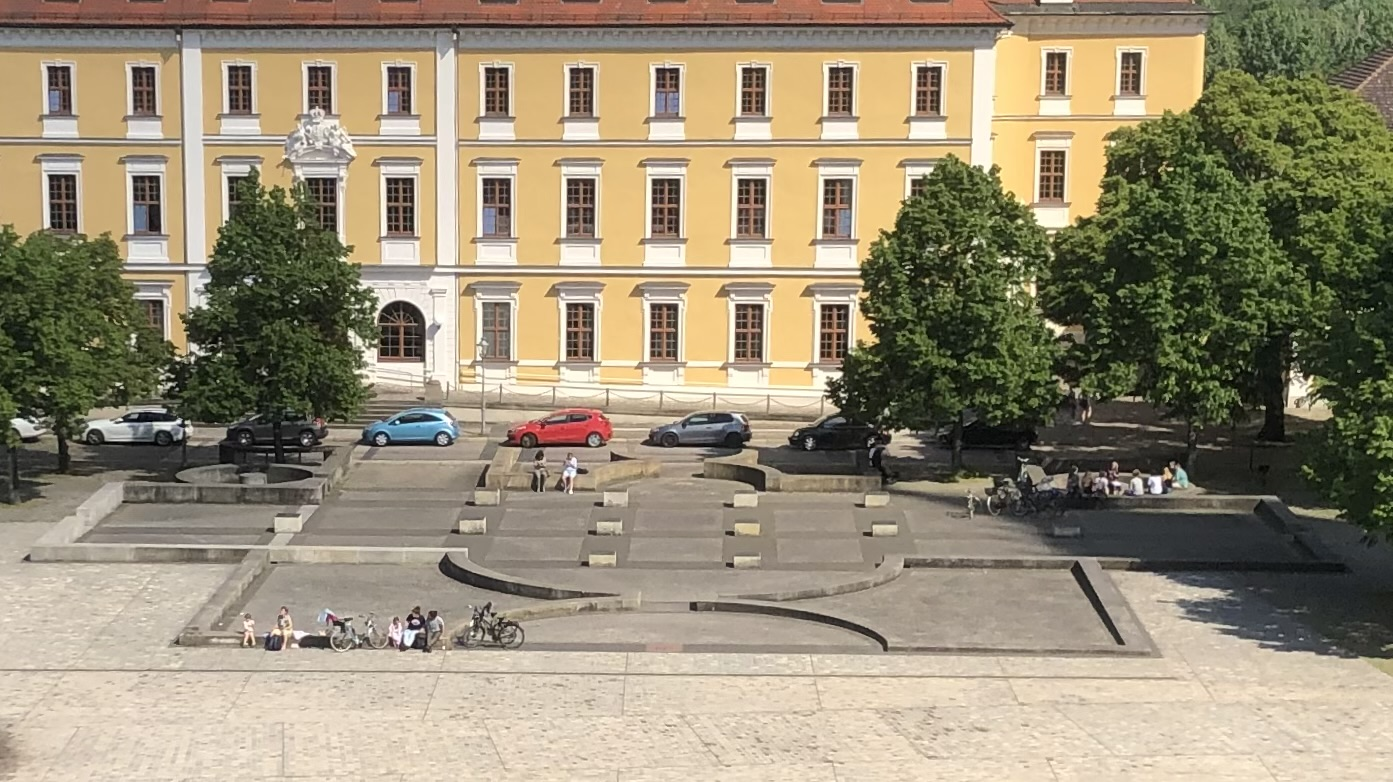
Blick auf die Darstellung der Fundamente, 2021

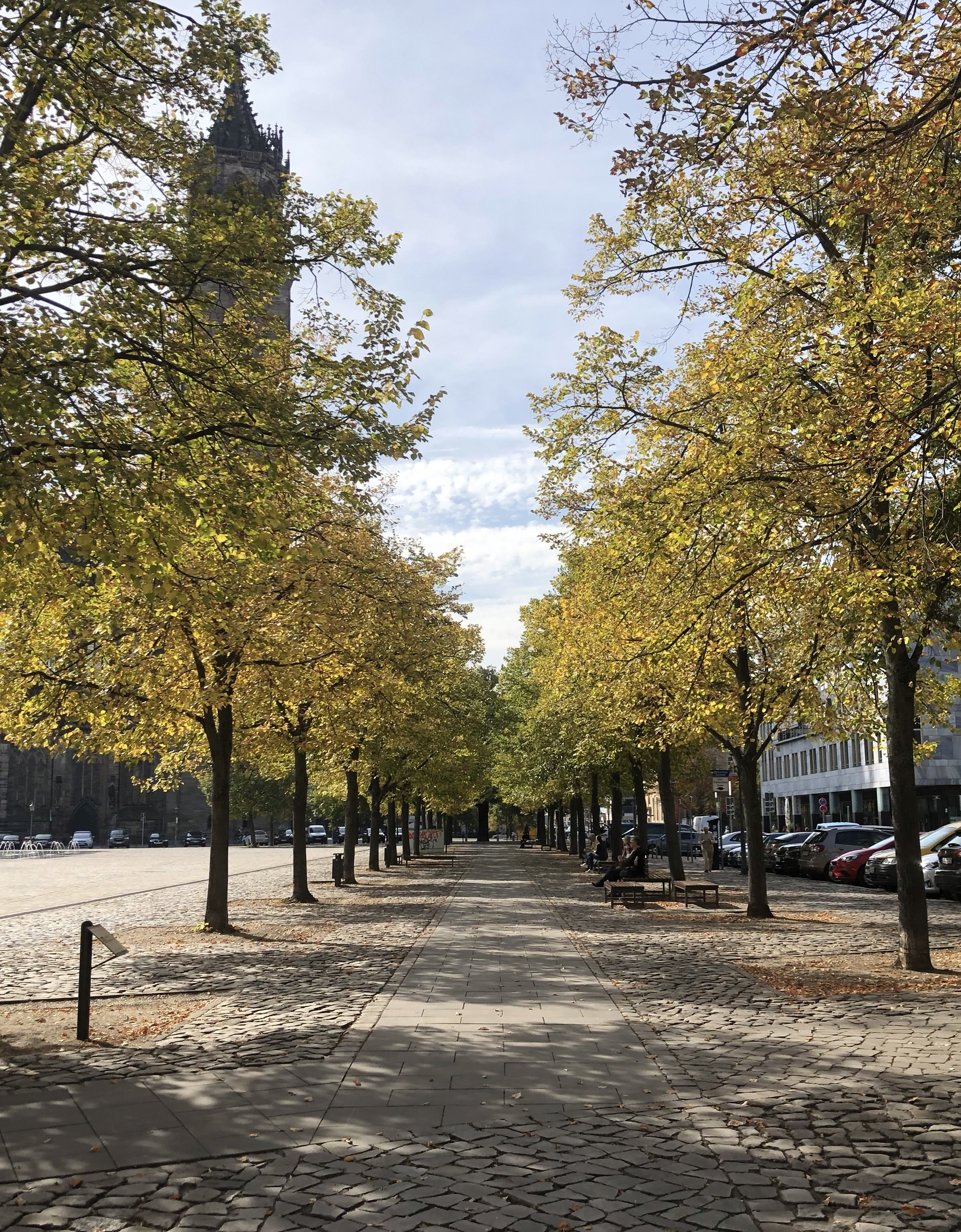
Weg auf der Westseite, 2019

Im Zuge der Europarats-Ausstellung Otto der Große, Magdeburg und Europa, wurden auf dem Domplatz die Fundamente dann tatsächlich mit Sandsteinblöcken sichtbar gemacht, die seitdem die südöstliche Ecke des Platzinnenraums bestimmt. Hinzu kam die Anbringung von zwölf Bronzetafeln mit den Lebensstationen von Otto I.
Die Platzbeleuchtung bestand Anfang des 21. Jahrhunderts aus 50 historischen Vorbildern nachempfundenen gusseisernen Laternen, deren Aufstellung sich an der Situation des Jahres 1787 orientierte. Zu diesem Zeitpunkt waren auch diverse alte Bäume erhalten. Die ältesten beiden Bäume stammten aus den 1880er Jahren und standen vor den Häusern Domplatz 5 und 7. Sieben Bäume stammten aus den 1900er, sechs aus den 1920er und drei aus den 1930er Jahren.
2001 legte Oberbürgermeister Willi Polte den Grundstein für eine Neugestaltung des Platzes. Anlass waren die Vorbereitungen zur 1200-Jahr-Feier Magdeburgs im Jahr 2005. Im November 2002 beschloss der Stadtrat die Umgestaltung der Fahrbahnen und Gehwege an allen vier Seiten. Die doppelten Baumreihen wurden dabei bewahrt. Ziel war es, die großzügige Weiträumigkeit des Platzes zu erhalten. In zwei Punkten wich der Stadtrat jedoch von den ursprünglichen Gestaltungsvorschlägen ab. Statt der zunächst nur vorgesehenen Reinigung der zu DDR-Zeiten verlegten Waschbetonplatten, wurde die Verlegung einer neuen Pflasterung beschlossen. Auch die Kenntlichmachung der bei den Ausgrabungen festgestellten karolingischen Spitzgräben, mittels Ausschneidung aus dem Waschbeton und Pflasterung dieses Bereichs, wurde abgelehnt. Vorgesehen wurde jedoch der Einbau von Elektroanschlüssen, um die Durchführung von Veranstaltungen zu erleichtern. Die von der Denkmalpflege befürwortete Fällung von Bäumen unmittelbar vor den Gebäuden der Ostseite, war von der Stadtverwaltung verworfen worden. Stattdessen wurden Veränderungen an den Borden vorgeschlagen, um den Bäumen mehr Raum zu geben. Zur Verminderung von Feuchteschäden an Gebäuden sollte vor der Domdechanei (Domplatz 5) das Niveau des Gehwegs um etwa 15 Zentimeter gesenkt werden. Für die Eingangs- und Traufbereiche waren Sandsteinplatten vorgesehen. Der Fußweg sollte zum Teil ein Mosaikpflaster aus Bernburger Muschelkalk, im Übrigen ein Natursteinpflaster aus Gommeraner Quarzit erhalten. Auf Wunsch des Landtages wurde eine Verlegung des Fahrwegs auf der Nordseite des Platzes um sieben Meter nach Süden vorgesehen, um so unmittelbar vor dem Landtag mehr Raum zu gewinnen. Auch in diesem Bereich sprach sich das Landesamt für Denkmalpflege für die Fällung der Bäume aus, da sie die Beziehung zwischen Fassaden und Platz stören würden. Auch hier blieben die Bäume jedoch zunächst erhalten. Fällungen wurden nur für den Fall von Problemen bei der Standsicherheit vorgesehen. Im Laufe der Zeit wurden die Bäume direkt vor dem Eingang zu Domplatz 8 tatsächlich gefällt und nicht nachgepflanzt.
Die Maßnahmen wurden jedoch nur zum Teil umgesetzt. Insbesondere waren die Waschbetonplatten als Belag erhalten geblieben.

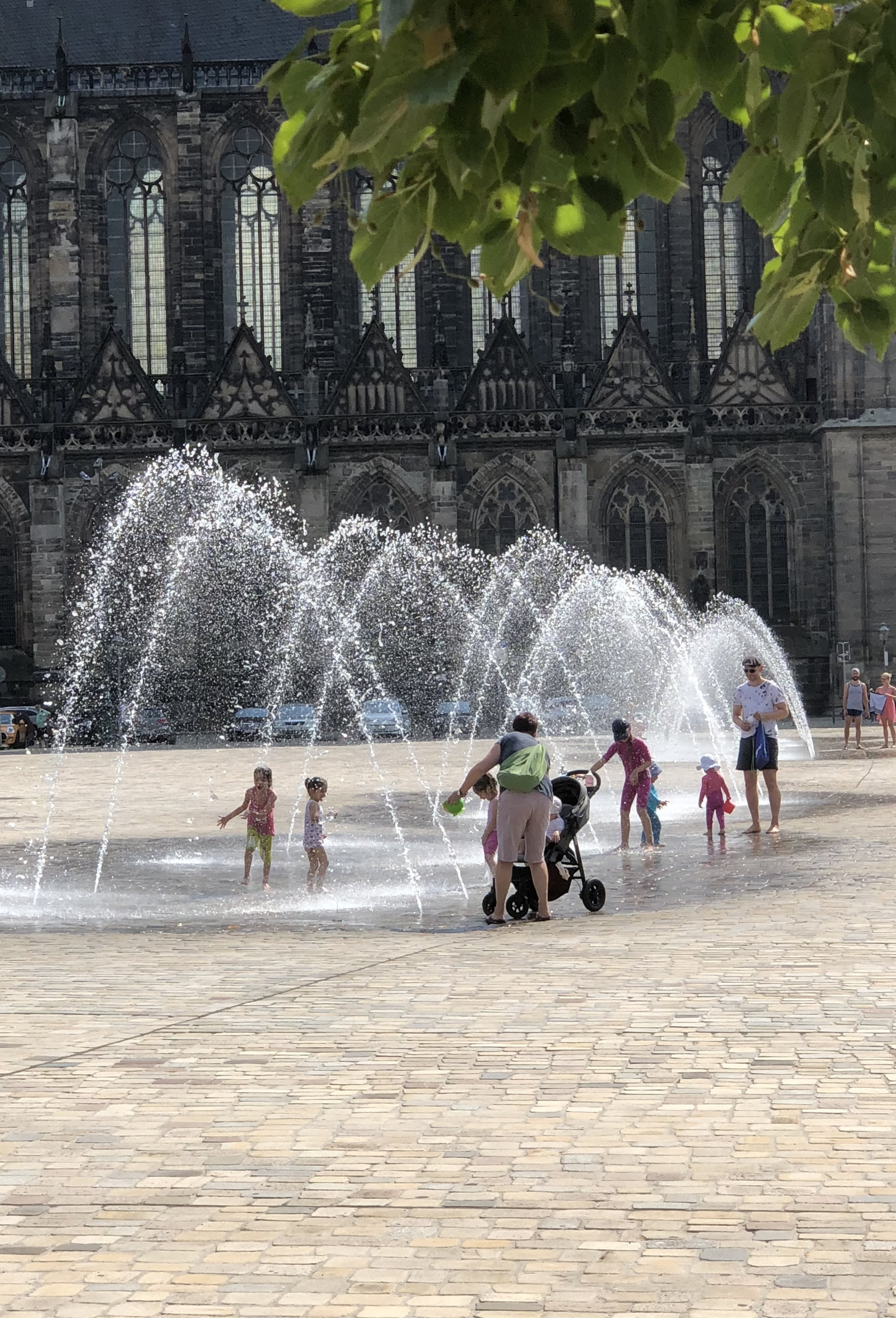
Wasserspiele auf dem Domplatz, 2018

2011 beschloss der Stadtrat einen Beschlussvorschlag zur Umgestaltung des Domplatzes, in dem sieben Module zur Neugestaltung unterbreitet wurden. Es wurde eine Entfernung der Bäume auf der Südseite, die Anlage von Laufstreifen mit Sandsteinplatten, ein Beleuchtungskonzept mit historisierenden Leuchten und Bodenstrahlern, die Anlage eines Labyrinths vor dem Westportal des Doms und die Schaffung von Medienpunkten für Strom und Wasser, die Pflasterung des Platzes mit geschnittenem Pflaster sowie die Markierung der Spitzgräben durch eine Pflasterung und den Einbau einer Wasser- und Lichtskulptur. Ein Änderungsantrag der Ratsfraktion Bündnis 90/Die Grünen, auch die südliche Baumreihe vor dem Dom zu erhalten, fand keine Mehrheit. Seitens der Fraktion SPD-Tierschutz-future! gab es einen Vorstoß auf die Wasserspiele unter Kostengesichtspunkten und aus Gründen der Barrierefreiheit doch noch zu verzichten. Der Antrag wurde jedoch, nach einer negativen Stellungnahme der Stadtverwaltung hierzu, zurückgenommen. 2012 wurde die Neugestaltung der Domplatzinnenfläche umgesetzt. Mit der Einrichtung der Wasser-Licht-Skulptur wurde die Kalkmann Kunst GbR beauftragt.

## Nutzungen im 21. Jahrhundert

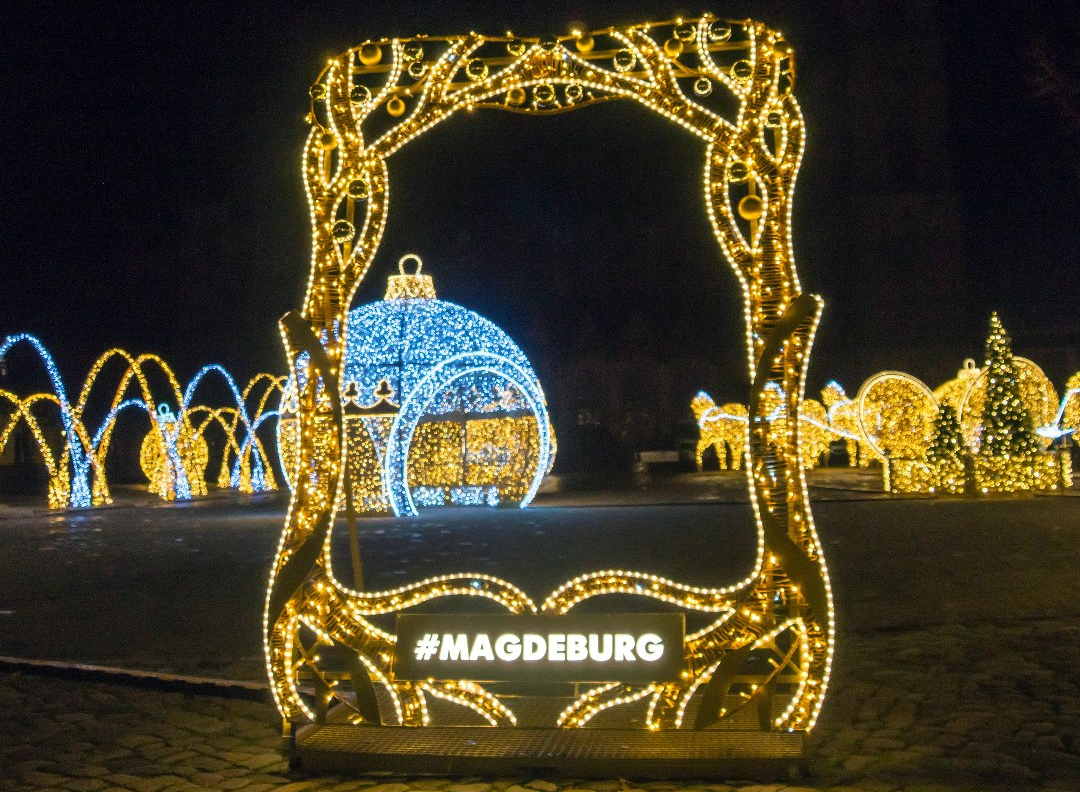
Lichterwelten, 2019

Der Domplatz wird auch weiterhin häufig für Demonstrationen genutzt. Darüber hinaus besteht eine häufige Nutzung durch Kulturveranstaltungen wie Konzerte (zum Beispiel R.E.M. (2005), Unheilig (2016), Gestört aber geil (2021), Roland Kaiser (2023)) und Märkte mit spezieller Ausrichtung wie Töpfermarkt oder Streetfood-Festival. Außerdem finden Theateraufführungen statt. Etwa seit den 2000er Jahren findet jeweils im Sommer für einen längeren Zeitraum das DomplatzOpenAir des Theater Magdeburg auf dem Domplatz statt. Überlegungen, zur Belebung des Platzes auch den Magdeburger Weihnachtsmarkt hierher zu verlegen, wurden jedoch verworfen.
Seit 2019 ist der Domplatz auch Zentrum der Lichterwelten, bei denen jeweils im Winter in Magdeburg Lichtinstallationen aufgestellt werden.
Insbesondere die Südseite des Platzes ist Ort einer langjährigen Tradition. Jeweils am 16. Januar versammeln sich, ohne dass dies organisiert wäre oder dazu aufgerufen würde, abends Menschen auf dem Domplatz, um ab 21.23 Uhr beim Läuten aller Kirchenglocken der Stadt, im Stillen der Zerstörung und den Opfern des Luftangriffs auf Magdeburg am 16. Januar 1945 zu gedenken. Nach Ende des Läutens entfernen sich die Menschen schweigend wieder.

## (Historische) Häuser des Domplatzes
| Hausnummer       | Name                                         | Bemerkungen | Bild                                                                            |
| ---------------- | -------------------------------------------- | --- | ------------------------------------------------------------------------------- |
| 1a               | Neue Möllenvogtei                            | siehe Hauptartikel | Neue Möllenvogtei                                                               |
| 1b               | Alte Möllenvogtei                            | siehe Hauptartikel; Südlich der Alten Möllenvogtei liegt die Ausfahrt an der Möllenvogtei, östlich der Garten der Möllenvogtei in dem sich die Skulpturen im Möllenvogteigarten befinden. | Alte Möllenvogtei                                                               |
| 1c               |                                              | Das heute nicht mehr bestehende Gebäude befand sich zwischen der Alten und Neuen Möllenvogtei nach Süden zu und hatte einen Eingang vom Remtergang her. Es war erst in jüngerer Zeit entstanden. In den 1930er Jahren befand sich hier die Schwesternstation der Domgemeinde.                                                          | Fläche von Domplatz 1c                                                          |
| 2, 3             | Königlich Preußisches Stadtschloss           | siehe Hauptartikel; auf dem Grundstück befinden sich auch die gesondert als Baudenkmal ausgewiesene Sankt-Gangolfi-Kapelle und das Gartenhaus am Königlich Preußischen Stadtschloss | Königliches Preußisches Stadtschloss                                            |
| 4                | Knautsches Palais                            | siehe Hauptartikel; auf dem Grundstück befindet sich auch die gesondert als Baudenkmal ausgewiesene Mauer hinter Domplatz 4 | 1889/1890 · Knautsches Palais                                                   |
| 5                | Domplatz 5                                   | siehe Hauptartikel | 1920er Jahre · Domplatz 5                                                       |
|                  | Einmündung des Gouvernementsbergs            | | Gouvernementsberg                                                               |
|                  | Einmündung der Regierungsstraße              | | Regierungsstraße                                                                |
| ohne Nummer      | Sterntor                                     | siehe Hauptartikel | Sterntor                                                                        |
| 6                | Domplatz 6                                   | siehe Hauptartikel, Teil des Landtagskomplexes | Domplatz 6, 2017                                                                |
| 7                | Winnebergsches Palais                        | siehe Hauptartikel, Teil des Landtagskomplexes | 1880er Jahre · 1963 · Winnebergsches Palais                                     |
| 8                | Reinickesches Palais                         | siehe Hauptartikel, Teil des Landtagskomplexes | 1889/1890 · Reinickesches Palais                                                |
| 9                | Walrave’sches Palais                         | siehe Hauptartikel, Teil des Landtagskomplexes | 1889/1890 · Walrave’sches Palais                                                |
|                  | Einmündung der Kreuzgangstraße               | | Kreuzgangstraße                                                                 |
|                  | Grüne Zitadelle von Magdeburg                | siehe Hauptartikel, zuvor befand sich an dieser Stelle die Nikolaikirche | 1927 · Grüne Zitadelle                                                          |
|                  | Einmündung der Arthur-Ruppin-Straße          | | Arthur-Ruppin-Straße                                                            |
| 10, 11 10 (alt)  |                                              | moderner Bürokomplex, zuvor Standort der Dompropstei Magdeburg und des Garnisonslazaretts | 1927 · Domplatz 10, 11                                                          |
|                  | Einmündung der Breiten Straße                | | Einmündung Breite Straße, 1925 · Blick in die Breite Straße                     |
| 11a, 12 11 (alt) |                                              | moderner Bürokomplex, zuvor Standort der Zeughauses Magdeburg | Zeughaus, um 1765 · Domplatz 11a                                                |
|                  | Einmündung der Domstraße                     | | 1927 · Einmündung der Domstraße                                                 |
|                  | Dommuseum Ottonianum Magdeburg               | siehe Hauptartikel, in der Vergangenheit Standort des Preußischen Proviant- und Fourageamtes | Preußisches Proviant- und Fourageamt Magdeburg · Dommuseum Ottonianum Magdeburg |
| ohne Nummer      |                                              | Links des Sudenburger Tors befand sich eine Kurie. Im Jahr 1398 gehörte sie dem Domherren Walter von Köckeritz, 1559 dem Domherren Balthasar von Rinsttorf. Für die Zeit vor 1683 war Matthias von Hünicke als Besitzer verzeichnet. Auf ihn folgte Herr Bernstein. Zu dieser Kurie gehörte möglicherweise eine St. Dionysius-Kapelle. |                                                                                 |
|                  | Einmündung des Domplatzes auf die Danzstraße | | Südseite des Domplatzes, Blick zur Danzstraße                                   |
|                  | Magdeburger Dom                              | siehe Hauptartikel | Magdeburger Dom                                                                 |
|                  | Einmündung des Remtergangs                   | | 1909 · Einmündung des Remtergangs                                               |